# شوگون‌سالاری کاماکورا
شوگون‌سالاری کاماکورا (به ژاپنی: 鎌倉幕府 Kamakura bakufu) یا کاماکورا باکوفو، یک دیکتاتوری نظامی در کشور ژاپن بود که به سرکردگی شوگون‌ها اداره می‌شد و از سال ۱۱۸۵ (یا به تعبیری از سال ۱۱۹۲ که به صورت رسمی پذیرفته شد) تا سال ۱۳۳۳ میلادی ادامه پیدا کرد. مرکز سیاسی این دیکتاتوری شهر کاماکورا بود و دوره کاماکورا که یکی از دوره‌های تاریخ ژاپن است، نام خود را از همین شهر به عاریه می‌گیرد. پیش از پایه‌گذاری شوگون‌سالاری کاماکورا، قدرت به صورت عمده در دست امپراتوران و جانشینان آنان بود که آن‌ها نیز از سوی مقام‌های دربار امپراتوری و خاندان‌های آریستوکراتی که با هم در حال رقابت بودند تعیین می‌شدند. امور نظامی هم در اختیار دولت عرفی بود. با این همه، پس از شکست خاندان تایرا در جنگ گنپی، میناموتو نو یوریتومو در سال ۱۱۸۵ بخشی از قدرت را از دست آریستوکرات‌ها به درآورد و با دریافت نشان شوگون در سال ۱۱۹۲، نظام خاصی از حکومت را با سردمداری شوگون‌ها بر پا کرد که به شوگون‌سالاری کاماکورا مشهور شد.
پس از مرگ یوریتومو، خط مستقیم حکمرانی خاندان یوریتومو (خاندان میناموتو یا خاندان گنجی) به دلیل جنگ قدرت بین سامورایی‌هایی که که به شوگون سالاری خدمت می‌کرد و گوکه‌نین نامیده می‌شدند، قطع شد و سپس خاندان هوجو قدرت را به دست گرفت و در نهایت خط حکمرانی از توکوسو که فرزندان مستقیم دومین شیکن هوجو یوشیتوکی، بودند در نهایت به ملازمان خدمتگزار این خاندان، نایکانری‌ها ، منتقل شد و آنها فرمانروای کاماکورا شدند. هنگامی که امپراتور گو-دایگو در فوریه ۱۳۳۳ ارتشی را در کوه سنجو جمع کرد، شوگون‌سالاری کاماکورا هوجو تاکاایه و آشیکاگا تاکائوجی را به عنوان فرمانده کل از طرف کاماکورا برای سرکوب شورش امپراتور اعزام کرد، اما در ۱۰ ژوئن همان سال، هوجو تاکاایه در نبرد، کشته شد و دو روز پس از آن آشیکاگا تاکائوجی علیه شوگون‌سالاری قیام کرد. در ۳۰ ژوئن، نیتا یوشی‌سادا در طی محاصره کاماکورا (۱۳۳۳) به کاماکورا حمله کرد و اوضاع در مدت کوتاهی تغییر کرد و در روز ۴ ژوئیه همان سال شوگون‌سالاری کاماکورا منحل شد. پایه و اساس حکومت سامورایی که توسط شوگون‌سالاری کاماکورا تأسیس شد، توسط شوگون‌سالاری آشیکاگا و شوگون‌سالاری توکوگاوا ادامه پیدا کرد.

## پایان دوران هی‌آن
میناموتو نو یوریتومو، ۱۱۹۲–۱۱۹۹
میناموتو نو یوریتومو، اولین شوگون از شوگون‌سالاری کاماکورا، به دلیل تأسیس دولت سامورایی که تا پایان دوره ادو ادامه داشت، شناخته شده است. مادر او یورا گوزن نام داشت که از نسل خاندان فوجیوارا است. میناموتو نو یوریتومو خوش قیافه، باهوش و در توان نظامی عالی بود، بنابراین از سنین جوانی از اطرافیانش انتظارات زیادی داشت. با این حال، در سن ۱۲ سالگی، در اولین نبرد خود، شورش هیجی، از تایرا نو کیوموری شکست خورد. سال بعد، او به تبعید (مجازات تبعیدی که مجرمان را به مناطق یا جزایر دورافتاده می‌فرستد) محکوم شد و به هیروگا کوجیما در ولایت ایزو (شبه‌جزیره ایزو فعلی در استان شیزوئوکا) فرستاده شد و حدود ۲۰ سال را در آنجا سپری کرد. در آن زمان تبعید مجازاتی سنگین در نظر گرفته می‌شد، اما میناموتو نو یوریتومو نسبتاً آزادانه در ولایت ایزو زندگی می‌کرد. دلیل این امر این بود که مردم شرق ژاپن از جمله ولایت ایزو اساساً از خاندان گنجی حمایت می‌کردند. میناموتو نو یوریتومو با حمایت اطرافیانش به تحصیل ادامه داد و در حالی که در صفوف خود خاندان‌های قدرتمند شرق ژاپن را که مخالف خاندان تایرا (خاندان هیکه) بودند به خدمت گرفت، به دقت به دنبال فرصت‌ها بود. ۲۰ سال پس از تبعید، در سال ۱۱۸۰، شاهزاده موچی‌هیتو، پسر امپراتور گوشیراکاوا، ارتشی را برای «سرنگونی هیکه» تشکیل داد، و میناموتو نو یوریتومو نیز با استفاده از این موقعیت، سامورایی‌ها را گرد هم آورد و از ولایت ایزو و ولایت ساگامی (استان کاناگاوا کنونی)، ارتش تشکیل داد و از هیروگا کوجیما فرار کرد. اگرچه در نبرد اول شکست خوردند، اما سپس به سمت کاماکورا، «سرزمین اجدادش» حرکت کرد. پس از آن، میناموتو نو یوریتومو نبرد شدیدی با خاندان تایرا انجام داد و موفق شد خاندان تایرا را در نبرد دان نو اورا به انقراض بکشاند. در سال ۱۱۹۲ (کنکیو ۳)، او توسط دربار امپراتوری به سمت سی تایشوگون منصوب شد و شوگون سالاری را در کاماکورا تأسیس کرد. میناموتو نو یوریتومو، که اولین کاماکورا-دونو (ارباب کاماکورا) شد، قدرت سیاسی واقعی را از دربار امپراتوری به دست گرفت و شوگو (حفظ نظم عمومی و اعمال قدرت پلیس) و جیتو (جمع‌آوری و پرداخت مالیات سالانه) را در کشور تأسیس کرد. علاوه بر این، او سامورایی-دوکورو، ماندوکورو و مونچو-جو را برای تقویت نظام شوگونی راه اندازی کرد.

## فهرست شوگون‌ها و شیکن‌ها
| دوره                | ترتیب | زمان حکمرانی | شوگون                | ترتیب                         | شیکن | توضیح |
| ------------------- | ----- | ------------ | -------------------- | ----------------------------- | --- | ----- |
| شوگون خاندان گنجی   | یکم   | ۱۱۹۹–۱۱۹۲    | میناموتو نو یوریتومو |                               | نیست |       |
| شوگون خاندان گنجی   | دوم   | ۱۲۰۳–۱۲۰۲    | میناموتو نو یوری‌ایه  |                               | نیست |       |
| شوگون خاندان گنجی   | سوم   | ۱۲۱۹–۱۲۰۳    | میناموتو نو سانه‌تومو | (۱)                           | هوجو توکیماسا (اشتغال ۱۲۰۵–۱۲۰۳) |       |
| شوگون خاندان‌های سکه | چهارم | ۱۲۴۴–۱۲۲۶    | کوجو یوریتسونه       | (۲)                           | هوجو یوشیتوکی (اشتغال ۱۲۲۴–۱۲۰۵) |       |
| شوگون خاندان‌های سکه | پنجم  | ۱۲۵۲–۱۲۴۴    | کوجو یوریتسوگو       | (۳) (۴)                       | هوجو یاسوتوکی (اشتغال ۱۲۴۲–۱۲۲۴) هوجو تسونه‌توکی (اشتغال ۱۲۴۶–۱۲۴۲) |       |
| شاهزاده شوگون       | ششم   | ۱۲۶۶–۱۲۵۲    | شاهزاده مونه‌تاکا     | (۵) (۶) (۷)                   | هوجو توکی‌یوری (اشتغال ۱۲۵۶–۱۲۴۶) هوجو ناگاتوکی (اشتغال ۱۲۶۴–۱۲۵۶) هوجو ماسامورا (اشتغال ۱۲۶۸–۱۲۶۴)                                                                                              |       |
| شاهزاده شوگون       | هفتم  | ۱۲۸۹–۱۲۶۶    | شاهزاده کوره‌یاسو     | (۸) (۹)                       | هوجو توکیمونه (اشتغال ۱۲۸۴–۱۲۶۸) هوجو ساداتوکی (اشتغال ۱۳۰۱–۱۲۸۴) |       |
| شاهزاده شوگون       | هشتم  | ۱۳۰۸–۱۲۸۹    | شاهزاده هیساآکی      | (۱۰)                          | هوجو موروتوکی (اشتغال ۱۳۱۱–۱۳۰۱) |       |
| شاهزاده شوگون       | نهم   | ۱۳۳۳–۱۳۰۸    | شاهزاده موریکونی     | (۱۱) (۱۲) (۱۳) (۱۴) (۱۵) (۱۶) | هوجو مونه‌نوبو (اشتغال ۱۳۱۲–۱۳۱۱) هوجو هیروتوکی (اشتغال ۱۳۱۵–۱۳۱۲) هوجو موتوتوکی (اشتغال ۱۳۱۶–۱۳۱۵) هوجو تاکاتوکی (اشتغال ۱۳۲۶–۱۳۱۶) هوجو ساداآکی (اشتغال ۱۳۲۶) هوجو موریتوکی (اشتغال ۱۳۳۳–۱۳۲۶) |       |

## وقایع

میناموتو نو یوریتومو بنیان‌گذار شوگون‌سالاری کاماکورا

### کشته شدن میناموتو نو یوری‌ایه
میناموتو نو یوری‌ایه، ۱۲۰۲–۱۲۰۳
میناموتو نو یوری‌ایه، دومین شوگون از شوگون‌سالاری کاماکورا، در سال ۱۱۸۲ به عنوان پسر ارشد اولین شوگون، میناموتو نو یوریتومو، و همسرش، ماساکو هوجو، به دنیا آمد. میناموتو نو یوری‌ایه سه سال پس از نقل مکان میناموتو نو یوریتومو به کاماکورا متولد شد؛ بنابراین، میناموتو نو یوری‌ایه دوران کودکی خود را با دریافت برکات بسیاری از اطرافیان خود سپری کرد. میناموتو نو یوری‌ایه که با دقت به عنوان یک «ارباب کاماکورا متولد شده» بزرگ شده بود، در شکار آنقدر ماهر بود که در سن ۱۲ سالگی توانست به یک آهو تیر بیاندازد و حتی «استاد بی نظیر هنرهای رزمی در تاریخ» نامیده شد. در سال ۱۱۹۹ (سال دهم کنکیو)، پدرش، میناموتو نو یوریتومو، به‌طور ناگهانی درگذشت. میناموتو نو یوری‌ایه، که به عنوان ارباب بعدی کاماکورا بزرگ شده بود، طبق برنامه‌ریزی موفق به ریاست خانواده شد و دومین شوگون شد، اما در این زمان مشکلی به وجود آمد. میناموتو نو یوری‌ایه تنها ۱۸ سال داشت. برخلاف پدرش، میناموتو نو یوریتومو، که مهارت‌های سیاسی بسیار خوبی از خود نشان می‌داد، نگهبانان مسن‌تر به تدریج از میناموتو نو یوری‌ایه، که هنوز جوان بود و مهارت‌های سیاسی نداشت، بسیار ناراضی شدند. سیستم فئودالی شوگون‌سالاری کاماکورا گوئون (حمایت‌های مختلفی که اربابان به خدمتگزاران در جامعه فئودالی می‌دادند) و هوکو (خود را وقف ملت و دربار کردن. به نوبه خود، به وقف خود به یک ارباب فئودالی یا ارباب خاص نیز اشاره دارد) است. پدرش، میناموتو نو یوریتومو، سرزمینی را به عنوان لطف و گوئون به گوکه‌نین‌هایی که در جنگ فعال بودند تقسیم کرد. گوکه‌نین به عنوان خدمتگزار شوگون خدمت می‌کرد و در مواقع اضطراری در کنار میناموتو نو یوریتومو قرار می‌گرفت. در آن زمان، نیروهای مخالف علیه شوگون‌سالاری کاماکورا نه تنها در داخل شوگون سالاری بلکه در دربار امپراتوری نیز فعال شدند و حوادثی رخ داد که در آن مقام‌های شوگون سالاری که در دربار امپراتوری بودند اخراج شدند. اگر این وضعیت حل نمی‌شد، نه تنها میناموتو نو یوری‌ایه نمی‌توانست به عنوان شوگون به کار خود ادامه دهد، بلکه خطر فروپاشی خود شوگون‌سالاری کاماکورا وجود داشت؛ بنابراین، دستیاران نزدیک میناموتو نو یوری‌ایه سیستم شورای ۱۳ نفره را ابداع کردند. سیستم شورای ۱۳ عضوی سیستمی بود که در آن ۱۳ ملازم تأثیرگذار سیاست سیاسی شوگون‌سالاری کاماکورا را تعیین می‌کردند. هدف از تشکیل چنین سیستمی این بود که به جای اینکه میناموتو نه یوری‌ایه به تنهایی سیاست را اداره کند، که نمی‌توانست اعتماد حافظان خود را جلب کند، با دعوت از ملازمان ناراضی برای مشارکت در اداره شوگون‌سالاری، تداوم شوگون‌سالاری کاماکورا را حفظ کند. در نتیجه، سیستم شورای ۱۳ نفره موفق شد از فروپاشی شوگون‌سالاری کاماکورا جلوگیری کند. با این حال، در نتیجه این، توانایی کاماکورا-دونو در اعمال قدرت کاهش یافت. به این ترتیب پایه‌های «حکومت موروثی» که بعداً توسط خاندان هوجو انجام شد، به تدریج به وجود آمد.

### سومین شوگون، میناموتو نو سانه‌تومو
|                     |                     |                     |                     |                     |                     |                  |                  |                        |                        |                                   |                                   |                                   |                                   |                                   |                                   |                                  |                                  |                                    |                                    |                                    |                                    |                                    |                                    |             |             |                 |                 | هوجو توکیماسا نخستین شیکّن |                 |                 |                 |                        |                        |                        |                        |                        |                        |  |  |                                                   |                                                   |                                                   |                                                   |                                                   |                                                   |  |  |                            |                            |                            |                            |                            |                            |  |  |                               |                               |                               |                               |                               |                               |  |  |  |  |  |  |  |  |  |  |  |  |  |  |  |  |  |  |  |  |  |  |  |  |  |  |  |  |
|                     |                     |                     |                     |                     |                     |                  |                  |                        |                        |                                   |                                   |                                   |                                   |                                   |                                   |                                  |                                  |                                    |                                    |                                    |                                    |                                    |                                    |             |             |                 |                 |                           |                 |                 |                 |                        |                        |                        |                        |                        |                        |  |  |                                                   |                                                   |                                                   |                                                   |                                                   |                                                   |  |  |                            |                            |                            |                            |                            |                            |  |  |                               |                               |                               |                               |                               |                               |  |  |  |  |  |  |  |  |  |  |  |  |  |  |  |  |  |  |  |  |  |  |  |  |  |  |  |  |
|                     |                     |                     |                     |                     |                     |                  |                  |                        |                        |                                   |                                   |                                   |                                   |                                   |                                   |                                  |                                  |                                    |                                    |                                    |                                    |                                    |                                    |             |             |                 |                 |                           |                 |                 |                 |                        |                        |                        |                        |                        |                        |  |  |                                                   |                                                   |                                                   |                                                   |                                                   |                                                   |  |  |                            |                            |                            |                            |                            |                            |  |  |                               |                               |                               |                               |                               |                               |  |  |  |  |  |  |  |  |  |  |  |  |  |  |  |  |  |  |  |  |  |  |  |  |  |  |  |  |
|                     |                     |                     |                     |                     |                     |                  |                  |                        |                        |                                   |                                   |                                   |                                   | میناموتونو یوری‌تومو نخستین شوگون  | میناموتونو یوری‌تومو نخستین شوگون  | میناموتونو یوری‌تومو نخستین شوگون | میناموتونو یوری‌تومو نخستین شوگون | میناموتونو یوری‌تومو نخستین شوگون   | میناموتونو یوری‌تومو نخستین شوگون   |                                    |                                    | هوجو ماساکو                        | هوجو ماساکو                        | هوجو ماساکو | هوجو ماساکو | هوجو ماساکو     | هوجو ماساکو     |                           |                 |                 |                 |                        |                        |                        |                        |                        |                        |  |  | هوجو یوشیتوکی (دومین شیکن)                        | هوجو یوشیتوکی (دومین شیکن)                        | هوجو یوشیتوکی (دومین شیکن)                        | هوجو یوشیتوکی (دومین شیکن)                        | هوجو یوشیتوکی (دومین شیکن)                        | هوجو یوشیتوکی (دومین شیکن)                        |  |  |                            |                            |                            |                            |                            |                            |  |  |                               |                               |                               |                               |                               |                               |  |  |  |  |  |  |  |  |  |  |  |  |  |  |  |  |  |  |  |  |  |  |  |  |  |  |  |  |
|                     |                     |                     |                     |                     |                     |                  |                  |                        |                        |                                   |                                   |                                   |                                   | میناموتونو یوری‌تومو نخستین شوگون  | میناموتونو یوری‌تومو نخستین شوگون  | میناموتونو یوری‌تومو نخستین شوگون | میناموتونو یوری‌تومو نخستین شوگون | میناموتونو یوری‌تومو نخستین شوگون   | میناموتونو یوری‌تومو نخستین شوگون   |                                    |                                    | هوجو ماساکو                        | هوجو ماساکو                        | هوجو ماساکو | هوجو ماساکو | هوجو ماساکو     | هوجو ماساکو     |                           |                 |                 |                 |                        |                        |                        |                        |                        |                        |  |  | هوجو یوشیتوکی (دومین شیکن)                        | هوجو یوشیتوکی (دومین شیکن)                        | هوجو یوشیتوکی (دومین شیکن)                        | هوجو یوشیتوکی (دومین شیکن)                        | هوجو یوشیتوکی (دومین شیکن)                        | هوجو یوشیتوکی (دومین شیکن)                        |  |  |                            |                            |                            |                            |                            |                            |  |  |                               |                               |                               |                               |                               |                               |  |  |  |  |  |  |  |  |  |  |  |  |  |  |  |  |  |  |  |  |  |  |  |  |  |  |  |  |
|                     |                     |                     |                     |                     |                     |                  |                  |                        |                        |                                   |                                   |                                   |                                   |                                   |                                   |                                  |                                  |                                    |                                    |                                    |                                    |                                    |                                    |             |             |                 |                 |                           |                 |                 |                 |                        |                        |                        |                        |                        |                        |  |  |                                                   |                                                   |                                                   |                                                   |                                                   |                                                   |  |  |                            |                            |                            |                            |                            |                            |  |  |                               |                               |                               |                               |                               |                               |  |  |  |  |  |  |  |  |  |  |  |  |  |  |  |  |  |  |  |  |  |  |  |  |  |  |  |  |
|                     |                     |                     |                     |                     |                     |                  |                  |                        |                        |                                   |                                   |                                   |                                   |                                   |                                   |                                  |                                  |                                    |                                    |                                    |                                    |                                    |                                    |             |             |                 |                 |                           |                 |                 |                 |                        |                        |                        |                        |                        |                        |  |  |                                                   |                                                   |                                                   |                                                   |                                                   |                                                   |  |  |                            |                            |                            |                            |                            |                            |  |  |                               |                               |                               |                               |                               |                               |  |  |  |  |  |  |  |  |  |  |  |  |  |  |  |  |  |  |  |  |  |  |  |  |  |  |  |  |
|                     |                     | اوهیمه دختر ارشد    | اوهیمه دختر ارشد    | اوهیمه دختر ارشد    | اوهیمه دختر ارشد    | اوهیمه دختر ارشد | اوهیمه دختر ارشد |                        |                        | میناموتو نو یوری‌ایه (دومین شوگون) | میناموتو نو یوری‌ایه (دومین شوگون) | میناموتو نو یوری‌ایه (دومین شوگون) | میناموتو نو یوری‌ایه (دومین شوگون) | میناموتو نو یوری‌ایه (دومین شوگون) | میناموتو نو یوری‌ایه (دومین شوگون) |                                  |                                  | میناموتو نو سانه‌تومو (سومین شوگون) | میناموتو نو سانه‌تومو (سومین شوگون) | میناموتو نو سانه‌تومو (سومین شوگون) | میناموتو نو سانه‌تومو (سومین شوگون) | میناموتو نو سانه‌تومو (سومین شوگون) | میناموتو نو سانه‌تومو (سومین شوگون) |             |             | سانمان دختر دوم | سانمان دختر دوم | سانمان دختر دوم           | سانمان دختر دوم | سانمان دختر دوم | سانمان دختر دوم |                        |                        |                        |                        |                        |                        |  |  |                                                   |                                                   |                                                   |                                                   |                                                   |                                                   |  |  | هوجو یاسوتوکی (سومین شیکن) | هوجو یاسوتوکی (سومین شیکن) | هوجو یاسوتوکی (سومین شیکن) | هوجو یاسوتوکی (سومین شیکن) | هوجو یاسوتوکی (سومین شیکن) | هوجو یاسوتوکی (سومین شیکن) |  |  |                               |                               |                               |                               |                               |                               |  |  |  |  |  |  |  |  |  |  |  |  |  |  |  |  |  |  |  |  |  |  |  |  |  |  |  |  |
|                     |                     | اوهیمه دختر ارشد    | اوهیمه دختر ارشد    | اوهیمه دختر ارشد    | اوهیمه دختر ارشد    | اوهیمه دختر ارشد | اوهیمه دختر ارشد |                        |                        | میناموتو نو یوری‌ایه (دومین شوگون) | میناموتو نو یوری‌ایه (دومین شوگون) | میناموتو نو یوری‌ایه (دومین شوگون) | میناموتو نو یوری‌ایه (دومین شوگون) | میناموتو نو یوری‌ایه (دومین شوگون) | میناموتو نو یوری‌ایه (دومین شوگون) |                                  |                                  | میناموتو نو سانه‌تومو (سومین شوگون) | میناموتو نو سانه‌تومو (سومین شوگون) | میناموتو نو سانه‌تومو (سومین شوگون) | میناموتو نو سانه‌تومو (سومین شوگون) | میناموتو نو سانه‌تومو (سومین شوگون) | میناموتو نو سانه‌تومو (سومین شوگون) |             |             | سانمان دختر دوم | سانمان دختر دوم | سانمان دختر دوم           | سانمان دختر دوم | سانمان دختر دوم | سانمان دختر دوم |                        |                        |                        |                        |                        |                        |  |  |                                                   |                                                   |                                                   |                                                   |                                                   |                                                   |  |  | هوجو یاسوتوکی (سومین شیکن) | هوجو یاسوتوکی (سومین شیکن) | هوجو یاسوتوکی (سومین شیکن) | هوجو یاسوتوکی (سومین شیکن) | هوجو یاسوتوکی (سومین شیکن) | هوجو یاسوتوکی (سومین شیکن) |  |  |                               |                               |                               |                               |                               |                               |  |  |  |  |  |  |  |  |  |  |  |  |  |  |  |  |  |  |  |  |  |  |  |  |  |  |  |  |
|                     |                     |                     |                     |                     |                     |                  |                  |                        |                        |                                   |                                   |                                   |                                   |                                   |                                   |                                  |                                  |                                    |                                    |                                    |                                    |                                    |                                    |             |             |                 |                 |                           |                 |                 |                 |                        |                        |                        |                        |                        |                        |  |  |                                                   |                                                   |                                                   |                                                   |                                                   |                                                   |  |  |                            |                            |                            |                            |                            |                            |  |  |                               |                               |                               |                               |                               |                               |  |  |  |  |  |  |  |  |  |  |  |  |  |  |  |  |  |  |  |  |  |  |  |  |  |  |  |  |
| میناموتو نو ایچیمان | میناموتو نو ایچیمان | میناموتو نو ایچیمان | میناموتو نو ایچیمان | میناموتو نو ایچیمان | میناموتو نو ایچیمان |                  |                  | کوگیو قاتل سومین شوگون | کوگیو قاتل سومین شوگون | کوگیو قاتل سومین شوگون            | کوگیو قاتل سومین شوگون            | کوگیو قاتل سومین شوگون            | کوگیو قاتل سومین شوگون            |                                   |                                   | ایجیتسو                          | ایجیتسو                          | ایجیتسو                            | ایجیتسو                            | ایجیتسو                            | ایجیتسو                            |                                    |                                    | زنگیو       | زنگیو       | زنگیو           | زنگیو           | زنگیو                     | زنگیو           |                 |                 | تاکه نو گوشو دختر ارشد | تاکه نو گوشو دختر ارشد | تاکه نو گوشو دختر ارشد | تاکه نو گوشو دختر ارشد | تاکه نو گوشو دختر ارشد | تاکه نو گوشو دختر ارشد |  |  | کوجو یوریتسونه از خاندان فوجیوارا (چهارمین شوگون) | کوجو یوریتسونه از خاندان فوجیوارا (چهارمین شوگون) | کوجو یوریتسونه از خاندان فوجیوارا (چهارمین شوگون) | کوجو یوریتسونه از خاندان فوجیوارا (چهارمین شوگون) | کوجو یوریتسونه از خاندان فوجیوارا (چهارمین شوگون) | کوجو یوریتسونه از خاندان فوجیوارا (چهارمین شوگون) |  |  | هوجو توکیئوجی مرگ زودرس    | هوجو توکیئوجی مرگ زودرس    | هوجو توکیئوجی مرگ زودرس    | هوجو توکیئوجی مرگ زودرس    | هوجو توکیئوجی مرگ زودرس    | هوجو توکیئوجی مرگ زودرس    |  |  | هوجو تسونه‌توکی (چهارمین شیکن) | هوجو تسونه‌توکی (چهارمین شیکن) | هوجو تسونه‌توکی (چهارمین شیکن) | هوجو تسونه‌توکی (چهارمین شیکن) | هوجو تسونه‌توکی (چهارمین شیکن) | هوجو تسونه‌توکی (چهارمین شیکن) |  |  |  |  |  |  |  |  |  |  |  |  |  |  |  |  |  |  |  |  |  |  |  |  |  |  |  |  |
| میناموتو نو ایچیمان | میناموتو نو ایچیمان | میناموتو نو ایچیمان | میناموتو نو ایچیمان | میناموتو نو ایچیمان | میناموتو نو ایچیمان |                  |                  | کوگیو قاتل سومین شوگون | کوگیو قاتل سومین شوگون | کوگیو قاتل سومین شوگون            | کوگیو قاتل سومین شوگون            | کوگیو قاتل سومین شوگون            | کوگیو قاتل سومین شوگون            |                                   |                                   | ایجیتسو                          | ایجیتسو                          | ایجیتسو                            | ایجیتسو                            | ایجیتسو                            | ایجیتسو                            |                                    |                                    | زنگیو       | زنگیو       | زنگیو           | زنگیو           | زنگیو                     | زنگیو           |                 |                 | تاکه نو گوشو دختر ارشد | تاکه نو گوشو دختر ارشد | تاکه نو گوشو دختر ارشد | تاکه نو گوشو دختر ارشد | تاکه نو گوشو دختر ارشد | تاکه نو گوشو دختر ارشد |  |  | کوجو یوریتسونه از خاندان فوجیوارا (چهارمین شوگون) | کوجو یوریتسونه از خاندان فوجیوارا (چهارمین شوگون) | کوجو یوریتسونه از خاندان فوجیوارا (چهارمین شوگون) | کوجو یوریتسونه از خاندان فوجیوارا (چهارمین شوگون) | کوجو یوریتسونه از خاندان فوجیوارا (چهارمین شوگون) | کوجو یوریتسونه از خاندان فوجیوارا (چهارمین شوگون) |  |  | هوجو توکیئوجی مرگ زودرس    | هوجو توکیئوجی مرگ زودرس    | هوجو توکیئوجی مرگ زودرس    | هوجو توکیئوجی مرگ زودرس    | هوجو توکیئوجی مرگ زودرس    | هوجو توکیئوجی مرگ زودرس    |  |  | هوجو تسونه‌توکی (چهارمین شیکن) | هوجو تسونه‌توکی (چهارمین شیکن) | هوجو تسونه‌توکی (چهارمین شیکن) | هوجو تسونه‌توکی (چهارمین شیکن) | هوجو تسونه‌توکی (چهارمین شیکن) | هوجو تسونه‌توکی (چهارمین شیکن) |  |  |  |  |  |  |  |  |  |  |  |  |  |  |  |  |  |  |  |  |  |  |  |  |  |  |  |  |

میناموتو نو سانه‌تومو، ۱۲۰۳–۱۲۱۹
میناموتو نو سانه‌تومو، سومین شوگون از شوگون‌سالاری  کاماکورا، دومین پسر اولین شوگون میناموتو نو یوریتومو و همسرش هوجو ماساکو، و برادر کوچکتر دومین شوگون میناموتو نو یوری‌ایه بود. برادر بزرگتر او، میناموتو نو یوری، یک سامورایی بود که به عنوان استاد هنرهای رزمی شناخته می‌شد، اما برخلاف برادر بزرگترش، میناموتو نو سانه‌تومو به عنوان یک شخصیت فرهنگی شناخته می‌شد که از شعر واکا و ورزش که‌ماری لذت می‌برد. میناموتو نو سانه‌تومو سومین شوگون در سال ۱۲۰۳ (سال سوم کنین) شد. در آن زمان، بین قبیله هیکی که می‌خواست برادر بزرگترش میناموتو نو یوری‌ایه تاج و تخت را به دست گیرد و خاندان هوجو که از برادر کوچکترش میناموتو نو سانه‌تومو حمایت می‌کرد، درگیری در شوگون‌سالاری وجود داشت. در سپتامبر همان سال، دستیار نزدیک میناموتو نو یوری‌تومو، هیکی یوشیکازو، و خانواده اش توسط هوجو توکیماسا نابود شدند و میناموتو نو یوری‌ایه نیز از کاماکورا بیرون رانده شد، معروف به حادثه هیکی یوشیکازو. در نتیجه، برادر بزرگتر او، میناموتو نو یوری‌ایه، مجبور شد راهب شود و میناموتو نو سانه‌تومو با حمایت خاندان هوجو، سومین شوگون شد. علاوه بر این، میناموتو نو سانه‌تومو در این زمان تنها ۱۱ سال داشت. او آنقدر بزرگسال نبود که بتواند به تنهایی سیاست را اداره کند؛ بنابراین، این هوجو توکیماسا، اولین شیکن نایب‌السلطنه و مغز متفکر حادثه هیکی یوشیکازو بود که در واقع قدرت واقعی را در دست داشت. هوجو توکیماسا شروع به گرفتن تمام تصمیم‌هایی تحت امضای خود به نمایندگی از شوگون جوان کرد، این تصمیم‌ها معمولاً باید توسط شوگون انجام می‌شد. این اقدام‌های هوجو توکیماسا «سیاست نایب‌السلطنه» نامیده می‌شد (سیاستی که در آن هوجو به بهانه کمک به شوگون نایب السلطنه شد و سیاست را کنترل کرد) و نسل‌های بعدی این تصور را دارند که «خاندان هوجو به عنوان یک نهاد قدرتمند» در این زمان تکمیل شد. از سوی دیگر، میناموتو نو سانه‌تومو که سومین شوگون شد، سعی می‌کند با غوطه ور شدن در دنیای شعر واکا، نارضایتی خود از سلب قدرت واقعی را برطرف کند. او علاوه بر به دست آوردن مان‌یوشو و شین کوکین واکاشو، مجموعه شعری به نام کینکای واکاشو نیز گردآوری کرد و همچنین از سامورایی‌هایی که در واکا مهارت داشتند، حمایت کرد و به آنها پاداش و املاک داد. با این حال، این اقدام‌ها نه تنها باعث ایجاد نارضایتی در بین ملازمان شد و نفوذ خاندان هوجو را نیز افزایش داد. میناموتو نو سانه‌تومو متوجه شد که به یک «شوگون تزئینی» تبدیل شده است و علاقه خاصی به دریافت عناوین رسمی از دربار امپراتوری داشت. در دسامبر ۱۲۱۸، میناموتو نو سانه‌تومو اولین سامورایی در تاریخ شد که به مقام وزیر راست رسید، اما اندکی پس از آن، میناموتو نو سانه‌تومو با بدبختی روبرو شد. در ژانویه ۱۲۱۹ (کنپو ۷)، میناموتو نو سانه‌تومو در مراسمی برای اودایجین (وزیر راست) که در معبد تسوروگائوکا هاچیمانگو در کاماکورا برگزار می‌شد، شرکت کرد. میناموتو نو سانه‌تومو به‌طور ناگهانی توسط شخصی به نام کوگیو با شمشیر مورد حمله قرار گرفت و جان خود را از دست داد. در واقع، این شخص، پسر شوگون دوم میناموتو نو یوری‌ایه بود و گفته می‌شود که وقتی میناموتو نو سانه‌تومو را ترور می‌کرد، فریاد زد «اویا نو کاتاکی» (انتقام پدر). با ترور میناموتو نو سانه‌تومو، شوگونی خاندان میناموتو که با میناموتو نو یوریتومو شروع شده بود، تنها پس از سه نسل به پایان رسید.

### جنگ جوکیو
پس از پایان مراسم تشییع جنازه سانه‌تومو، ماساکو از طرف خود پیام رسان به کیوتو فرستاد تا از پسر امپراتور بازنشسته گوتوبا به عنوان شوگون استقبال کند. امپراتور بازنشسته امتناع کرد و گفت: «انجام چنین کاری ژاپن را به دو بخش تقسیم می‌کند.» دومین شیکّن هوجو یوشیتوکی به برادر کوچکترش هوجو توکیفوسا سرباز داد تا به کیوتو برود و دوباره سعی کرد برای حرکت شاهزاده به شرق مذاکره کند، اما امپراتور بازنشسته نپذیرفت. یوشیتوکی تصمیم گرفت از درخواست برای فرستادن یک شوگون از خانواده امپراتوری صرف نظر کند و فوجیوارا نو یوریتسونه را از پنج خاندان نایب‌السلطنه به عنوان شوگون بپذیرد. توکیفوسا بایوریتسونه به کاماکورا بازگشت. یوریتسونه هنوز یک کودک دو ساله بود و ماساکو، که از او مراقبت می‌کرد، عنوان شوگونی را به‌عهده گرفت و «آما شوگون» (به معنی شوگون راهبه) نام گرفت. آزوما کاگامی با هوجو ماساکو به عنوان ارباب کاماکورا از مرگ سانه‌تومو در سال ۱۲۱۹ تا مرگ ماساکو در در سال ۱۲۲۵ میلادی رفتار می‌کند.
در سال ۱۲۲۱، درگیری بین امپراتور بازنشسته گوتوبا که مایل به بازگرداندن قدرت امپراتوری بود و شوگون سالاری، عمیق‌تر شد و امپراتور بازنشسته سرانجام تصمیم گرفت به ایگا میتسوسوئه، (محافظ کیوتو از طرف شوگون‌سالاری) حمله کند و ارتشی تشکیل دهد جنگ جوکیو. امپراتور بازنشسته فرمانی به فرمانداران و رهبران ولایت‌های ژاپن صادر کرد تا هوجو یوشیتوکی را دستگیر کنند. سامورایی‌ها هنوز از دربار امپراتوری ترس زیادی داشتند و دست نشاندگان کاماکورا با شنیدن خبر تشکیل ارتش توسط امپراتور بازنشسته متزلزل شدند. در این هنگام ماساکو یک سخنرانی تاریخی ایراد کرد:
این سخنرانی بر سامورایی‌ها تأثیرگذار بود و موجب تقویت انگیزه جنگیدن در بین آنها شد. ارتش شوگون سالاری به ارتش بزرگی متشکل از ۱۹۰۰۰۰ سواره نظام افزایش یافت. امپراتور بازنشسته گو-توبا کاملاً به کارآمدی فرمان خود باور داشت، و از آنجا که انتظار نداشت ارتش شوگونی چنین عظیم شود، ناامید شده بود. ارتش درباری در نقاط مختلف شکست خورد و ارتش شوگون کیوتو را اشغال کرد. امپراتور بازنشسته گوتوبا دستور خود برای دستگیری یوشیتوکی را پس گرفت و عملاً تسلیم شد و به جزایر اوکی تبعید شد.

## ایجاد سیستمریوتو تسوریتسو
|  |  |                                                         |                                                         |                                                         |                                                         |                                                         |                                                         |  |  |                                                         |                                                         |                                                         |                                                         |                                                         |                                                         |  |  |                                                                               |                                                                               |                                                                               |                                                                               |                                                                               |                                                                               |  |  |                                                                   |                                                                   |                                                                   |                                                                   | سایئونجی کیتسوشی ۱۲۲۵–۱۲۹۲                                        | سایئونجی کیتسوشی ۱۲۲۵–۱۲۹۲                                        | سایئونجی کیتسوشی ۱۲۲۵–۱۲۹۲ | سایئونجی کیتسوشی ۱۲۲۵–۱۲۹۲ | سایئونجی کیتسوشی ۱۲۲۵–۱۲۹۲                                        | سایئونجی کیتسوشی ۱۲۲۵–۱۲۹۲                                        |                                                                   |                                                                   |                                                                   |                                                                   |  |  | کونیهیتو ۱۲۲۰–۱۲۷۲ امپراتور گو-ساگا ۱۲۴۲–۱۲۴۶(۸۸)                     | کونیهیتو ۱۲۲۰–۱۲۷۲ امپراتور گو-ساگا ۱۲۴۲–۱۲۴۶(۸۸)                     | کونیهیتو ۱۲۲۰–۱۲۷۲ امپراتور گو-ساگا ۱۲۴۲–۱۲۴۶(۸۸)                     | کونیهیتو ۱۲۲۰–۱۲۷۲ امپراتور گو-ساگا ۱۲۴۲–۱۲۴۶(۸۸)                     | کونیهیتو ۱۲۲۰–۱۲۷۲ امپراتور گو-ساگا ۱۲۴۲–۱۲۴۶(۸۸)                     | کونیهیتو ۱۲۲۰–۱۲۷۲ امپراتور گو-ساگا ۱۲۴۲–۱۲۴۶(۸۸)                     |  |  |                             |                             |                             |                             |                             |                             |  |  |                                                   |                                                   |                                                   |                                                   |                                                   |                                                   |  |  |                              |                              |                              |                              |                              |                              |
|  |  |                                                         |                                                         |                                                         |                                                         |                                                         |                                                         |  |  |                                                         |                                                         |                                                         |                                                         |                                                         |                                                         |  |  |                                                                               |                                                                               |                                                                               |                                                                               |                                                                               |                                                                               |  |  |                                                                   |                                                                   |                                                                   |                                                                   | سایئونجی کیتسوشی ۱۲۲۵–۱۲۹۲                                        | سایئونجی کیتسوشی ۱۲۲۵–۱۲۹۲                                        | سایئونجی کیتسوشی ۱۲۲۵–۱۲۹۲ | سایئونجی کیتسوشی ۱۲۲۵–۱۲۹۲ | سایئونجی کیتسوشی ۱۲۲۵–۱۲۹۲                                        | سایئونجی کیتسوشی ۱۲۲۵–۱۲۹۲                                        |                                                                   |                                                                   |                                                                   |                                                                   |  |  | کونیهیتو ۱۲۲۰–۱۲۷۲ امپراتور گو-ساگا ۱۲۴۲–۱۲۴۶(۸۸)                     | کونیهیتو ۱۲۲۰–۱۲۷۲ امپراتور گو-ساگا ۱۲۴۲–۱۲۴۶(۸۸)                     | کونیهیتو ۱۲۲۰–۱۲۷۲ امپراتور گو-ساگا ۱۲۴۲–۱۲۴۶(۸۸)                     | کونیهیتو ۱۲۲۰–۱۲۷۲ امپراتور گو-ساگا ۱۲۴۲–۱۲۴۶(۸۸)                     | کونیهیتو ۱۲۲۰–۱۲۷۲ امپراتور گو-ساگا ۱۲۴۲–۱۲۴۶(۸۸)                     | کونیهیتو ۱۲۲۰–۱۲۷۲ امپراتور گو-ساگا ۱۲۴۲–۱۲۴۶(۸۸)                     |  |  |                             |                             |                             |                             |                             |                             |  |  |                                                   |                                                   |                                                   |                                                   |                                                   |                                                   |  |  |                              |                              |                              |                              |                              |                              |
|  |  |                                                         |                                                         |                                                         |                                                         |                                                         |                                                         |  |  |                                                         |                                                         |                                                         |                                                         |                                                         |                                                         |  |  |                                                                               |                                                                               |                                                                               |                                                                               |                                                                               |                                                                               |  |  |                                                                   |                                                                   |                                                                   |                                                                   |                                                                   |                                                                   |                            |                            |                                                                   |                                                                   |                                                                   |                                                                   |                                                                   |                                                                   |  |  |                                                                       |                                                                       |                                                                       |                                                                       |                                                                       |                                                                       |  |  |                             |                             |                             |                             |                             |                             |  |  |                                                   |                                                   |                                                   |                                                   |                                                   |                                                   |  |  |                              |                              |                              |                              |                              |                              |
|  |  |                                                         |                                                         |                                                         |                                                         |                                                         |                                                         |  |  |                                                         |                                                         |                                                         |                                                         |                                                         |                                                         |  |  |                                                                               |                                                                               |                                                                               |                                                                               |                                                                               |                                                                               |  |  |                                                                   |                                                                   |                                                                   |                                                                   |                                                                   |                                                                   |                            |                            |                                                                   |                                                                   |                                                                   |                                                                   |                                                                   |                                                                   |  |  |                                                                       |                                                                       |                                                                       |                                                                       |                                                                       |                                                                       |  |  |                             |                             |                             |                             |                             |                             |  |  |                                                   |                                                   |                                                   |                                                   |                                                   |                                                   |  |  |                              |                              |                              |                              |                              |                              |
|  |  |                                                         |                                                         |                                                         |                                                         |                                                         |                                                         |  |  |                                                         |                                                         |                                                         |                                                         |                                                         |                                                         |  |  |                                                                               |                                                                               |                                                                               |                                                                               |                                                                               |                                                                               |  |  |                                                                   |                                                                   |                                                                   |                                                                   |                                                                   |                                                                   |                            |                            |                                                                   |                                                                   |                                                                   |                                                                   |                                                                   |                                                                   |  |  |                                                                       |                                                                       |                                                                       |                                                                       |                                                                       |                                                                       |  |  |                             |                             |                             |                             |                             |                             |  |  |                                                   |                                                   |                                                   |                                                   |                                                   |                                                   |  |  |                              |                              |                              |                              |                              |                              |
|  |  |                                                         |                                                         |                                                         |                                                         |                                                         |                                                         |  |  |                                                         |                                                         |                                                         |                                                         |                                                         |                                                         |  |  |                                                                               |                                                                               |                                                                               |                                                                               |                                                                               |                                                                               |  |  |                                                                   |                                                                   |                                                                   |                                                                   |                                                                   |                                                                   |                            |                            |                                                                   |                                                                   |                                                                   |                                                                   |                                                                   |                                                                   |  |  |                                                                       |                                                                       |                                                                       |                                                                       |                                                                       |                                                                       |  |  |                             |                             |                             |                             |                             |                             |  |  |                                                   |                                                   |                                                   |                                                   |                                                   |                                                   |  |  |                              |                              |                              |                              |                              |                              |
|  |  |                                                         |                                                         |                                                         |                                                         |                                                         |                                                         |  |  | تواین ایشی ۱۲۴۶–۱۳۲۹                                    | تواین ایشی ۱۲۴۶–۱۳۲۹                                    | تواین ایشی ۱۲۴۶–۱۳۲۹                                    | تواین ایشی ۱۲۴۶–۱۳۲۹                                    | تواین ایشی ۱۲۴۶–۱۳۲۹                                    | تواین ایشی ۱۲۴۶–۱۳۲۹                                    |  |  | جناح جیمیوئین هیساهیتو ۱۲۴۳–۱۳۰۴ امپراتور گو-فوکاکوسا ۱۲۴۶–۱۲۶۰(۸۹)           | جناح جیمیوئین هیساهیتو ۱۲۴۳–۱۳۰۴ امپراتور گو-فوکاکوسا ۱۲۴۶–۱۲۶۰(۸۹)           | جناح جیمیوئین هیساهیتو ۱۲۴۳–۱۳۰۴ امپراتور گو-فوکاکوسا ۱۲۴۶–۱۲۶۰(۸۹)           | جناح جیمیوئین هیساهیتو ۱۲۴۳–۱۳۰۴ امپراتور گو-فوکاکوسا ۱۲۴۶–۱۲۶۰(۸۹)           | جناح جیمیوئین هیساهیتو ۱۲۴۳–۱۳۰۴ امپراتور گو-فوکاکوسا ۱۲۴۶–۱۲۶۰(۸۹)           | جناح جیمیوئین هیساهیتو ۱۲۴۳–۱۳۰۴ امپراتور گو-فوکاکوسا ۱۲۴۶–۱۲۶۰(۸۹)           |  |  | سایئونجی (فوجیوارا) نو کیمیکو ۱۲۳۲–۱۳۰۴                           | سایئونجی (فوجیوارا) نو کیمیکو ۱۲۳۲–۱۳۰۴                           | سایئونجی (فوجیوارا) نو کیمیکو ۱۲۳۲–۱۳۰۴                           | سایئونجی (فوجیوارا) نو کیمیکو ۱۲۳۲–۱۳۰۴                           | سایئونجی (فوجیوارا) نو کیمیکو ۱۲۳۲–۱۳۰۴                           | سایئونجی (فوجیوارا) نو کیمیکو ۱۲۳۲–۱۳۰۴                           |                            |                            | توئین نو سانه‌کو ۱۲۴۵–۱۲۷۲                                         | توئین نو سانه‌کو ۱۲۴۵–۱۲۷۲                                         | توئین نو سانه‌کو ۱۲۴۵–۱۲۷۲                                         | توئین نو سانه‌کو ۱۲۴۵–۱۲۷۲                                         | توئین نو سانه‌کو ۱۲۴۵–۱۲۷۲                                         | توئین نو سانه‌کو ۱۲۴۵–۱۲۷۲                                         |  |  | جناح دایگاکوجی تسونه‌هیتو ۱۲۴۹–۱۳۰۵ امپراتور کامه‌یاما ۱۲۶۰–۱۲۷۴(۹۰)    | جناح دایگاکوجی تسونه‌هیتو ۱۲۴۹–۱۳۰۵ امپراتور کامه‌یاما ۱۲۶۰–۱۲۷۴(۹۰)    | جناح دایگاکوجی تسونه‌هیتو ۱۲۴۹–۱۳۰۵ امپراتور کامه‌یاما ۱۲۶۰–۱۲۷۴(۹۰)    | جناح دایگاکوجی تسونه‌هیتو ۱۲۴۹–۱۳۰۵ امپراتور کامه‌یاما ۱۲۶۰–۱۲۷۴(۹۰)    | جناح دایگاکوجی تسونه‌هیتو ۱۲۴۹–۱۳۰۵ امپراتور کامه‌یاما ۱۲۶۰–۱۲۷۴(۹۰)    | جناح دایگاکوجی تسونه‌هیتو ۱۲۴۹–۱۳۰۵ امپراتور کامه‌یاما ۱۲۶۰–۱۲۷۴(۹۰)    |  |  | فوجیوارا نو کیشی ۱۲۵۲–۱۳۱۸  | فوجیوارا نو کیشی ۱۲۵۲–۱۳۱۸  | فوجیوارا نو کیشی ۱۲۵۲–۱۳۱۸  | فوجیوارا نو کیشی ۱۲۵۲–۱۳۱۸  | فوجیوارا نو کیشی ۱۲۵۲–۱۳۱۸  | فوجیوارا نو کیشی ۱۲۵۲–۱۳۱۸  |  |  | شاهزاده مونه‌تاکا ۱۲۴۲–۱۲۷۴ ششمین شوگون ۱۲۵۲–۱۲۶۶  | شاهزاده مونه‌تاکا ۱۲۴۲–۱۲۷۴ ششمین شوگون ۱۲۵۲–۱۲۶۶  | شاهزاده مونه‌تاکا ۱۲۴۲–۱۲۷۴ ششمین شوگون ۱۲۵۲–۱۲۶۶  | شاهزاده مونه‌تاکا ۱۲۴۲–۱۲۷۴ ششمین شوگون ۱۲۵۲–۱۲۶۶  | شاهزاده مونه‌تاکا ۱۲۴۲–۱۲۷۴ ششمین شوگون ۱۲۵۲–۱۲۶۶  | شاهزاده مونه‌تاکا ۱۲۴۲–۱۲۷۴ ششمین شوگون ۱۲۵۲–۱۲۶۶  |  |  |                              |                              |                              |                              |                              |                              |
|  |  |                                                         |                                                         |                                                         |                                                         |                                                         |                                                         |  |  | تواین ایشی ۱۲۴۶–۱۳۲۹                                    | تواین ایشی ۱۲۴۶–۱۳۲۹                                    | تواین ایشی ۱۲۴۶–۱۳۲۹                                    | تواین ایشی ۱۲۴۶–۱۳۲۹                                    | تواین ایشی ۱۲۴۶–۱۳۲۹                                    | تواین ایشی ۱۲۴۶–۱۳۲۹                                    |  |  | جناح جیمیوئین هیساهیتو ۱۲۴۳–۱۳۰۴ امپراتور گو-فوکاکوسا ۱۲۴۶–۱۲۶۰(۸۹)           | جناح جیمیوئین هیساهیتو ۱۲۴۳–۱۳۰۴ امپراتور گو-فوکاکوسا ۱۲۴۶–۱۲۶۰(۸۹)           | جناح جیمیوئین هیساهیتو ۱۲۴۳–۱۳۰۴ امپراتور گو-فوکاکوسا ۱۲۴۶–۱۲۶۰(۸۹)           | جناح جیمیوئین هیساهیتو ۱۲۴۳–۱۳۰۴ امپراتور گو-فوکاکوسا ۱۲۴۶–۱۲۶۰(۸۹)           | جناح جیمیوئین هیساهیتو ۱۲۴۳–۱۳۰۴ امپراتور گو-فوکاکوسا ۱۲۴۶–۱۲۶۰(۸۹)           | جناح جیمیوئین هیساهیتو ۱۲۴۳–۱۳۰۴ امپراتور گو-فوکاکوسا ۱۲۴۶–۱۲۶۰(۸۹)           |  |  | سایئونجی (فوجیوارا) نو کیمیکو ۱۲۳۲–۱۳۰۴                           | سایئونجی (فوجیوارا) نو کیمیکو ۱۲۳۲–۱۳۰۴                           | سایئونجی (فوجیوارا) نو کیمیکو ۱۲۳۲–۱۳۰۴                           | سایئونجی (فوجیوارا) نو کیمیکو ۱۲۳۲–۱۳۰۴                           | سایئونجی (فوجیوارا) نو کیمیکو ۱۲۳۲–۱۳۰۴                           | سایئونجی (فوجیوارا) نو کیمیکو ۱۲۳۲–۱۳۰۴                           |                            |                            | توئین نو سانه‌کو ۱۲۴۵–۱۲۷۲                                         | توئین نو سانه‌کو ۱۲۴۵–۱۲۷۲                                         | توئین نو سانه‌کو ۱۲۴۵–۱۲۷۲                                         | توئین نو سانه‌کو ۱۲۴۵–۱۲۷۲                                         | توئین نو سانه‌کو ۱۲۴۵–۱۲۷۲                                         | توئین نو سانه‌کو ۱۲۴۵–۱۲۷۲                                         |  |  | جناح دایگاکوجی تسونه‌هیتو ۱۲۴۹–۱۳۰۵ امپراتور کامه‌یاما ۱۲۶۰–۱۲۷۴(۹۰)    | جناح دایگاکوجی تسونه‌هیتو ۱۲۴۹–۱۳۰۵ امپراتور کامه‌یاما ۱۲۶۰–۱۲۷۴(۹۰)    | جناح دایگاکوجی تسونه‌هیتو ۱۲۴۹–۱۳۰۵ امپراتور کامه‌یاما ۱۲۶۰–۱۲۷۴(۹۰)    | جناح دایگاکوجی تسونه‌هیتو ۱۲۴۹–۱۳۰۵ امپراتور کامه‌یاما ۱۲۶۰–۱۲۷۴(۹۰)    | جناح دایگاکوجی تسونه‌هیتو ۱۲۴۹–۱۳۰۵ امپراتور کامه‌یاما ۱۲۶۰–۱۲۷۴(۹۰)    | جناح دایگاکوجی تسونه‌هیتو ۱۲۴۹–۱۳۰۵ امپراتور کامه‌یاما ۱۲۶۰–۱۲۷۴(۹۰)    |  |  | فوجیوارا نو کیشی ۱۲۵۲–۱۳۱۸  | فوجیوارا نو کیشی ۱۲۵۲–۱۳۱۸  | فوجیوارا نو کیشی ۱۲۵۲–۱۳۱۸  | فوجیوارا نو کیشی ۱۲۵۲–۱۳۱۸  | فوجیوارا نو کیشی ۱۲۵۲–۱۳۱۸  | فوجیوارا نو کیشی ۱۲۵۲–۱۳۱۸  |  |  | شاهزاده مونه‌تاکا ۱۲۴۲–۱۲۷۴ ششمین شوگون ۱۲۵۲–۱۲۶۶  | شاهزاده مونه‌تاکا ۱۲۴۲–۱۲۷۴ ششمین شوگون ۱۲۵۲–۱۲۶۶  | شاهزاده مونه‌تاکا ۱۲۴۲–۱۲۷۴ ششمین شوگون ۱۲۵۲–۱۲۶۶  | شاهزاده مونه‌تاکا ۱۲۴۲–۱۲۷۴ ششمین شوگون ۱۲۵۲–۱۲۶۶  | شاهزاده مونه‌تاکا ۱۲۴۲–۱۲۷۴ ششمین شوگون ۱۲۵۲–۱۲۶۶  | شاهزاده مونه‌تاکا ۱۲۴۲–۱۲۷۴ ششمین شوگون ۱۲۵۲–۱۲۶۶  |  |  |                              |                              |                              |                              |                              |                              |
|  |  |                                                         |                                                         |                                                         |                                                         |                                                         |                                                         |  |  |                                                         |                                                         |                                                         |                                                         |                                                         |                                                         |  |  |                                                                               |                                                                               |                                                                               |                                                                               |                                                                               |                                                                               |  |  |                                                                   |                                                                   |                                                                   |                                                                   |                                                                   |                                                                   |                            |                            |                                                                   |                                                                   |                                                                   |                                                                   |                                                                   |                                                                   |  |  |                                                                       |                                                                       |                                                                       |                                                                       |                                                                       |                                                                       |  |  |                             |                             |                             |                             |                             |                             |  |  |                                                   |                                                   |                                                   |                                                   |                                                   |                                                   |  |  |                              |                              |                              |                              |                              |                              |
|  |  |                                                         |                                                         |                                                         |                                                         |                                                         |                                                         |  |  |                                                         |                                                         |                                                         |                                                         |                                                         |                                                         |  |  |                                                                               |                                                                               |                                                                               |                                                                               |                                                                               |                                                                               |  |  |                                                                   |                                                                   |                                                                   |                                                                   |                                                                   |                                                                   |                            |                            |                                                                   |                                                                   |                                                                   |                                                                   |                                                                   |                                                                   |  |  |                                                                       |                                                                       |                                                                       |                                                                       |                                                                       |                                                                       |  |  |                             |                             |                             |                             |                             |                             |  |  |                                                   |                                                   |                                                   |                                                   |                                                   |                                                   |  |  |                              |                              |                              |                              |                              |                              |
|  |  | توئین سائه‌کو ۱۲۶۵–۱۳۳۶                                  | توئین سائه‌کو ۱۲۶۵–۱۳۳۶                                  | توئین سائه‌کو ۱۲۶۵–۱۳۳۶                                  | توئین سائه‌کو ۱۲۶۵–۱۳۳۶                                  | توئین سائه‌کو ۱۲۶۵–۱۳۳۶                                  | توئین سائه‌کو ۱۲۶۵–۱۳۳۶                                  |  |  | هیروهیتو ۱۲۶۵–۱۳۱۷ امپراتور فوشیمی ۱۲۸۷–۱۲۹۸(۹۲)        | هیروهیتو ۱۲۶۵–۱۳۱۷ امپراتور فوشیمی ۱۲۸۷–۱۲۹۸(۹۲)        | هیروهیتو ۱۲۶۵–۱۳۱۷ امپراتور فوشیمی ۱۲۸۷–۱۲۹۸(۹۲)        | هیروهیتو ۱۲۶۵–۱۳۱۷ امپراتور فوشیمی ۱۲۸۷–۱۲۹۸(۹۲)        | هیروهیتو ۱۲۶۵–۱۳۱۷ امپراتور فوشیمی ۱۲۸۷–۱۲۹۸(۹۲)        | هیروهیتو ۱۲۶۵–۱۳۱۷ امپراتور فوشیمی ۱۲۸۷–۱۲۹۸(۹۲)        |  |  | شاهزاده هیساآکی ۱۲۷۹–۱۳۰۸ هشتمین شوگون ۱۲۸۹–۱۳۰۸                              | شاهزاده هیساآکی ۱۲۷۹–۱۳۰۸ هشتمین شوگون ۱۲۸۹–۱۳۰۸                              | شاهزاده هیساآکی ۱۲۷۹–۱۳۰۸ هشتمین شوگون ۱۲۸۹–۱۳۰۸                              | شاهزاده هیساآکی ۱۲۷۹–۱۳۰۸ هشتمین شوگون ۱۲۸۹–۱۳۰۸                              | شاهزاده هیساآکی ۱۲۷۹–۱۳۰۸ هشتمین شوگون ۱۲۸۹–۱۳۰۸                              | شاهزاده هیساآکی ۱۲۷۹–۱۳۰۸ هشتمین شوگون ۱۲۸۹–۱۳۰۸                              |  |  | شاهدخت ریشی ۱۲۷۰–۱۳۰۷                                             | شاهدخت ریشی ۱۲۷۰–۱۳۰۷                                             | شاهدخت ریشی ۱۲۷۰–۱۳۰۷                                             | شاهدخت ریشی ۱۲۷۰–۱۳۰۷                                             | شاهدخت ریشی ۱۲۷۰–۱۳۰۷                                             | شاهدخت ریشی ۱۲۷۰–۱۳۰۷                                             |                            |                            | یوهیتو ۱۲۶۷–۱۳۲۴ امپراتور گو-اودا ۱۲۷۴–۱۲۸۷(۹۱)                   | یوهیتو ۱۲۶۷–۱۳۲۴ امپراتور گو-اودا ۱۲۷۴–۱۲۸۷(۹۱)                   | یوهیتو ۱۲۶۷–۱۳۲۴ امپراتور گو-اودا ۱۲۷۴–۱۲۸۷(۹۱)                   | یوهیتو ۱۲۶۷–۱۳۲۴ امپراتور گو-اودا ۱۲۷۴–۱۲۸۷(۹۱)                   | یوهیتو ۱۲۶۷–۱۳۲۴ امپراتور گو-اودا ۱۲۷۴–۱۲۸۷(۹۱)                   | یوهیتو ۱۲۶۷–۱۳۲۴ امپراتور گو-اودا ۱۲۷۴–۱۲۸۷(۹۱)                   |  |  |                                                                       |                                                                       |                                                                       |                                                                       |                                                                       |                                                                       |  |  |                             |                             |                             |                             |                             |                             |  |  | شاهزاده کوره‌یاسو ۱۲۶۴–۱۳۲۶ هفتمین شوگون ۱۲۶۶–۱۲۸۹ | شاهزاده کوره‌یاسو ۱۲۶۴–۱۳۲۶ هفتمین شوگون ۱۲۶۶–۱۲۸۹ | شاهزاده کوره‌یاسو ۱۲۶۴–۱۳۲۶ هفتمین شوگون ۱۲۶۶–۱۲۸۹ | شاهزاده کوره‌یاسو ۱۲۶۴–۱۳۲۶ هفتمین شوگون ۱۲۶۶–۱۲۸۹ | شاهزاده کوره‌یاسو ۱۲۶۴–۱۳۲۶ هفتمین شوگون ۱۲۶۶–۱۲۸۹ | شاهزاده کوره‌یاسو ۱۲۶۴–۱۳۲۶ هفتمین شوگون ۱۲۶۶–۱۲۸۹ |  |  |                              |                              |                              |                              |                              |                              |
|  |  | توئین سائه‌کو ۱۲۶۵–۱۳۳۶                                  | توئین سائه‌کو ۱۲۶۵–۱۳۳۶                                  | توئین سائه‌کو ۱۲۶۵–۱۳۳۶                                  | توئین سائه‌کو ۱۲۶۵–۱۳۳۶                                  | توئین سائه‌کو ۱۲۶۵–۱۳۳۶                                  | توئین سائه‌کو ۱۲۶۵–۱۳۳۶                                  |  |  | هیروهیتو ۱۲۶۵–۱۳۱۷ امپراتور فوشیمی ۱۲۸۷–۱۲۹۸(۹۲)        | هیروهیتو ۱۲۶۵–۱۳۱۷ امپراتور فوشیمی ۱۲۸۷–۱۲۹۸(۹۲)        | هیروهیتو ۱۲۶۵–۱۳۱۷ امپراتور فوشیمی ۱۲۸۷–۱۲۹۸(۹۲)        | هیروهیتو ۱۲۶۵–۱۳۱۷ امپراتور فوشیمی ۱۲۸۷–۱۲۹۸(۹۲)        | هیروهیتو ۱۲۶۵–۱۳۱۷ امپراتور فوشیمی ۱۲۸۷–۱۲۹۸(۹۲)        | هیروهیتو ۱۲۶۵–۱۳۱۷ امپراتور فوشیمی ۱۲۸۷–۱۲۹۸(۹۲)        |  |  | شاهزاده هیساآکی ۱۲۷۹–۱۳۰۸ هشتمین شوگون ۱۲۸۹–۱۳۰۸                              | شاهزاده هیساآکی ۱۲۷۹–۱۳۰۸ هشتمین شوگون ۱۲۸۹–۱۳۰۸                              | شاهزاده هیساآکی ۱۲۷۹–۱۳۰۸ هشتمین شوگون ۱۲۸۹–۱۳۰۸                              | شاهزاده هیساآکی ۱۲۷۹–۱۳۰۸ هشتمین شوگون ۱۲۸۹–۱۳۰۸                              | شاهزاده هیساآکی ۱۲۷۹–۱۳۰۸ هشتمین شوگون ۱۲۸۹–۱۳۰۸                              | شاهزاده هیساآکی ۱۲۷۹–۱۳۰۸ هشتمین شوگون ۱۲۸۹–۱۳۰۸                              |  |  | شاهدخت ریشی ۱۲۷۰–۱۳۰۷                                             | شاهدخت ریشی ۱۲۷۰–۱۳۰۷                                             | شاهدخت ریشی ۱۲۷۰–۱۳۰۷                                             | شاهدخت ریشی ۱۲۷۰–۱۳۰۷                                             | شاهدخت ریشی ۱۲۷۰–۱۳۰۷                                             | شاهدخت ریشی ۱۲۷۰–۱۳۰۷                                             |                            |                            | یوهیتو ۱۲۶۷–۱۳۲۴ امپراتور گو-اودا ۱۲۷۴–۱۲۸۷(۹۱)                   | یوهیتو ۱۲۶۷–۱۳۲۴ امپراتور گو-اودا ۱۲۷۴–۱۲۸۷(۹۱)                   | یوهیتو ۱۲۶۷–۱۳۲۴ امپراتور گو-اودا ۱۲۷۴–۱۲۸۷(۹۱)                   | یوهیتو ۱۲۶۷–۱۳۲۴ امپراتور گو-اودا ۱۲۷۴–۱۲۸۷(۹۱)                   | یوهیتو ۱۲۶۷–۱۳۲۴ امپراتور گو-اودا ۱۲۷۴–۱۲۸۷(۹۱)                   | یوهیتو ۱۲۶۷–۱۳۲۴ امپراتور گو-اودا ۱۲۷۴–۱۲۸۷(۹۱)                   |  |  |                                                                       |                                                                       |                                                                       |                                                                       |                                                                       |                                                                       |  |  |                             |                             |                             |                             |                             |                             |  |  | شاهزاده کوره‌یاسو ۱۲۶۴–۱۳۲۶ هفتمین شوگون ۱۲۶۶–۱۲۸۹ | شاهزاده کوره‌یاسو ۱۲۶۴–۱۳۲۶ هفتمین شوگون ۱۲۶۶–۱۲۸۹ | شاهزاده کوره‌یاسو ۱۲۶۴–۱۳۲۶ هفتمین شوگون ۱۲۶۶–۱۲۸۹ | شاهزاده کوره‌یاسو ۱۲۶۴–۱۳۲۶ هفتمین شوگون ۱۲۶۶–۱۲۸۹ | شاهزاده کوره‌یاسو ۱۲۶۴–۱۳۲۶ هفتمین شوگون ۱۲۶۶–۱۲۸۹ | شاهزاده کوره‌یاسو ۱۲۶۴–۱۳۲۶ هفتمین شوگون ۱۲۶۶–۱۲۸۹ |  |  |                              |                              |                              |                              |                              |                              |
|  |  |                                                         |                                                         |                                                         |                                                         |                                                         |                                                         |  |  |                                                         |                                                         |                                                         |                                                         |                                                         |                                                         |  |  |                                                                               |                                                                               |                                                                               |                                                                               |                                                                               |                                                                               |  |  |                                                                   |                                                                   |                                                                   |                                                                   |                                                                   |                                                                   |                            |                            |                                                                   |                                                                   |                                                                   |                                                                   |                                                                   |                                                                   |  |  |                                                                       |                                                                       |                                                                       |                                                                       |                                                                       |                                                                       |  |  |                             |                             |                             |                             |                             |                             |  |  |                                                   |                                                   |                                                   |                                                   |                                                   |                                                   |  |  |                              |                              |                              |                              |                              |                              |
|  |  |                                                         |                                                         |                                                         |                                                         |                                                         |                                                         |  |  |                                                         |                                                         |                                                         |                                                         |                                                         |                                                         |  |  |                                                                               |                                                                               |                                                                               |                                                                               |                                                                               |                                                                               |  |  |                                                                   |                                                                   |                                                                   |                                                                   |                                                                   |                                                                   |                            |                            |                                                                   |                                                                   |                                                                   |                                                                   |                                                                   |                                                                   |  |  |                                                                       |                                                                       |                                                                       |                                                                       |                                                                       |                                                                       |  |  |                             |                             |                             |                             |                             |                             |  |  |                                                   |                                                   |                                                   |                                                   |                                                   |                                                   |  |  |                              |                              |                              |                              |                              |                              |
|  |  | تومی‌هیتو ۱۲۹۷–۱۳۴۸ امپراتور هانازونو ۱۳۰۸–۱۳۱۸(۹۵)      | تومی‌هیتو ۱۲۹۷–۱۳۴۸ امپراتور هانازونو ۱۳۰۸–۱۳۱۸(۹۵)      | تومی‌هیتو ۱۲۹۷–۱۳۴۸ امپراتور هانازونو ۱۳۰۸–۱۳۱۸(۹۵)      | تومی‌هیتو ۱۲۹۷–۱۳۴۸ امپراتور هانازونو ۱۳۰۸–۱۳۱۸(۹۵)      | تومی‌هیتو ۱۲۹۷–۱۳۴۸ امپراتور هانازونو ۱۳۰۸–۱۳۱۸(۹۵)      | تومی‌هیتو ۱۲۹۷–۱۳۴۸ امپراتور هانازونو ۱۳۰۸–۱۳۱۸(۹۵)      |  |  | تانه‌هیتو ۱۲۸۸–۱۳۳۶ امپراتور گو-فوشیمی ۱۲۹۸–۱۳۰۱(۹۳)     | تانه‌هیتو ۱۲۸۸–۱۳۳۶ امپراتور گو-فوشیمی ۱۲۹۸–۱۳۰۱(۹۳)     | تانه‌هیتو ۱۲۸۸–۱۳۳۶ امپراتور گو-فوشیمی ۱۲۹۸–۱۳۰۱(۹۳)     | تانه‌هیتو ۱۲۸۸–۱۳۳۶ امپراتور گو-فوشیمی ۱۲۹۸–۱۳۰۱(۹۳)     | تانه‌هیتو ۱۲۸۸–۱۳۳۶ امپراتور گو-فوشیمی ۱۲۹۸–۱۳۰۱(۹۳)     | تانه‌هیتو ۱۲۸۸–۱۳۳۶ امپراتور گو-فوشیمی ۱۲۹۸–۱۳۰۱(۹۳)     |  |  | شاهزاده موریکونی ۱۳۰۱–۱۳۳۳ نهمین و آخرین شوگون شوگون‌سالاری کاماکورا ۱۳۰۸–۱۳۳۳ | شاهزاده موریکونی ۱۳۰۱–۱۳۳۳ نهمین و آخرین شوگون شوگون‌سالاری کاماکورا ۱۳۰۸–۱۳۳۳ | شاهزاده موریکونی ۱۳۰۱–۱۳۳۳ نهمین و آخرین شوگون شوگون‌سالاری کاماکورا ۱۳۰۸–۱۳۳۳ | شاهزاده موریکونی ۱۳۰۱–۱۳۳۳ نهمین و آخرین شوگون شوگون‌سالاری کاماکورا ۱۳۰۸–۱۳۳۳ | شاهزاده موریکونی ۱۳۰۱–۱۳۳۳ نهمین و آخرین شوگون شوگون‌سالاری کاماکورا ۱۳۰۸–۱۳۳۳ | شاهزاده موریکونی ۱۳۰۱–۱۳۳۳ نهمین و آخرین شوگون شوگون‌سالاری کاماکورا ۱۳۰۸–۱۳۳۳ |  |  | تاکاهارو ۱۲۸۸–۱۳۳۹ امپراتور گودایگو ۱۳۱۸–۱۳۳۹(۹۶)                 | تاکاهارو ۱۲۸۸–۱۳۳۹ امپراتور گودایگو ۱۳۱۸–۱۳۳۹(۹۶)                 | تاکاهارو ۱۲۸۸–۱۳۳۹ امپراتور گودایگو ۱۳۱۸–۱۳۳۹(۹۶)                 | تاکاهارو ۱۲۸۸–۱۳۳۹ امپراتور گودایگو ۱۳۱۸–۱۳۳۹(۹۶)                 | تاکاهارو ۱۲۸۸–۱۳۳۹ امپراتور گودایگو ۱۳۱۸–۱۳۳۹(۹۶)                 | تاکاهارو ۱۲۸۸–۱۳۳۹ امپراتور گودایگو ۱۳۱۸–۱۳۳۹(۹۶)                 |                            |                            | سایئونجی نو کیشی ۱۳۰۳–۱۳۳۳                                        | سایئونجی نو کیشی ۱۳۰۳–۱۳۳۳                                        | سایئونجی نو کیشی ۱۳۰۳–۱۳۳۳                                        | سایئونجی نو کیشی ۱۳۰۳–۱۳۳۳                                        | سایئونجی نو کیشی ۱۳۰۳–۱۳۳۳                                        | سایئونجی نو کیشی ۱۳۰۳–۱۳۳۳                                        |  |  | کونیهارو ۱۲۸۵–۱۳۰۸ امپراتور گو-نیجو ۱۳۰۱–۱۳۰۸(۹۴)                     | کونیهارو ۱۲۸۵–۱۳۰۸ امپراتور گو-نیجو ۱۳۰۱–۱۳۰۸(۹۴)                     | کونیهارو ۱۲۸۵–۱۳۰۸ امپراتور گو-نیجو ۱۳۰۱–۱۳۰۸(۹۴)                     | کونیهارو ۱۲۸۵–۱۳۰۸ امپراتور گو-نیجو ۱۳۰۱–۱۳۰۸(۹۴)                     | کونیهارو ۱۲۸۵–۱۳۰۸ امپراتور گو-نیجو ۱۳۰۱–۱۳۰۸(۹۴)                     | کونیهارو ۱۲۸۵–۱۳۰۸ امپراتور گو-نیجو ۱۳۰۱–۱۳۰۸(۹۴)                     |  |  | فوجیوارا نو کینشی ۱۲۷۱–۱۳۴۲ | فوجیوارا نو کینشی ۱۲۷۱–۱۳۴۲ | فوجیوارا نو کینشی ۱۲۷۱–۱۳۴۲ | فوجیوارا نو کینشی ۱۲۷۱–۱۳۴۲ | فوجیوارا نو کینشی ۱۲۷۱–۱۳۴۲ | فوجیوارا نو کینشی ۱۲۷۱–۱۳۴۲ |  |  |                                                   |                                                   |                                                   |                                                   |                                                   |                                                   |  |  |                              |                              |                              |                              |                              |                              |
|  |  | تومی‌هیتو ۱۲۹۷–۱۳۴۸ امپراتور هانازونو ۱۳۰۸–۱۳۱۸(۹۵)      | تومی‌هیتو ۱۲۹۷–۱۳۴۸ امپراتور هانازونو ۱۳۰۸–۱۳۱۸(۹۵)      | تومی‌هیتو ۱۲۹۷–۱۳۴۸ امپراتور هانازونو ۱۳۰۸–۱۳۱۸(۹۵)      | تومی‌هیتو ۱۲۹۷–۱۳۴۸ امپراتور هانازونو ۱۳۰۸–۱۳۱۸(۹۵)      | تومی‌هیتو ۱۲۹۷–۱۳۴۸ امپراتور هانازونو ۱۳۰۸–۱۳۱۸(۹۵)      | تومی‌هیتو ۱۲۹۷–۱۳۴۸ امپراتور هانازونو ۱۳۰۸–۱۳۱۸(۹۵)      |  |  | تانه‌هیتو ۱۲۸۸–۱۳۳۶ امپراتور گو-فوشیمی ۱۲۹۸–۱۳۰۱(۹۳)     | تانه‌هیتو ۱۲۸۸–۱۳۳۶ امپراتور گو-فوشیمی ۱۲۹۸–۱۳۰۱(۹۳)     | تانه‌هیتو ۱۲۸۸–۱۳۳۶ امپراتور گو-فوشیمی ۱۲۹۸–۱۳۰۱(۹۳)     | تانه‌هیتو ۱۲۸۸–۱۳۳۶ امپراتور گو-فوشیمی ۱۲۹۸–۱۳۰۱(۹۳)     | تانه‌هیتو ۱۲۸۸–۱۳۳۶ امپراتور گو-فوشیمی ۱۲۹۸–۱۳۰۱(۹۳)     | تانه‌هیتو ۱۲۸۸–۱۳۳۶ امپراتور گو-فوشیمی ۱۲۹۸–۱۳۰۱(۹۳)     |  |  | شاهزاده موریکونی ۱۳۰۱–۱۳۳۳ نهمین و آخرین شوگون شوگون‌سالاری کاماکورا ۱۳۰۸–۱۳۳۳ | شاهزاده موریکونی ۱۳۰۱–۱۳۳۳ نهمین و آخرین شوگون شوگون‌سالاری کاماکورا ۱۳۰۸–۱۳۳۳ | شاهزاده موریکونی ۱۳۰۱–۱۳۳۳ نهمین و آخرین شوگون شوگون‌سالاری کاماکورا ۱۳۰۸–۱۳۳۳ | شاهزاده موریکونی ۱۳۰۱–۱۳۳۳ نهمین و آخرین شوگون شوگون‌سالاری کاماکورا ۱۳۰۸–۱۳۳۳ | شاهزاده موریکونی ۱۳۰۱–۱۳۳۳ نهمین و آخرین شوگون شوگون‌سالاری کاماکورا ۱۳۰۸–۱۳۳۳ | شاهزاده موریکونی ۱۳۰۱–۱۳۳۳ نهمین و آخرین شوگون شوگون‌سالاری کاماکورا ۱۳۰۸–۱۳۳۳ |  |  | تاکاهارو ۱۲۸۸–۱۳۳۹ امپراتور گودایگو ۱۳۱۸–۱۳۳۹(۹۶)                 | تاکاهارو ۱۲۸۸–۱۳۳۹ امپراتور گودایگو ۱۳۱۸–۱۳۳۹(۹۶)                 | تاکاهارو ۱۲۸۸–۱۳۳۹ امپراتور گودایگو ۱۳۱۸–۱۳۳۹(۹۶)                 | تاکاهارو ۱۲۸۸–۱۳۳۹ امپراتور گودایگو ۱۳۱۸–۱۳۳۹(۹۶)                 | تاکاهارو ۱۲۸۸–۱۳۳۹ امپراتور گودایگو ۱۳۱۸–۱۳۳۹(۹۶)                 | تاکاهارو ۱۲۸۸–۱۳۳۹ امپراتور گودایگو ۱۳۱۸–۱۳۳۹(۹۶)                 |                            |                            | سایئونجی نو کیشی ۱۳۰۳–۱۳۳۳                                        | سایئونجی نو کیشی ۱۳۰۳–۱۳۳۳                                        | سایئونجی نو کیشی ۱۳۰۳–۱۳۳۳                                        | سایئونجی نو کیشی ۱۳۰۳–۱۳۳۳                                        | سایئونجی نو کیشی ۱۳۰۳–۱۳۳۳                                        | سایئونجی نو کیشی ۱۳۰۳–۱۳۳۳                                        |  |  | کونیهارو ۱۲۸۵–۱۳۰۸ امپراتور گو-نیجو ۱۳۰۱–۱۳۰۸(۹۴)                     | کونیهارو ۱۲۸۵–۱۳۰۸ امپراتور گو-نیجو ۱۳۰۱–۱۳۰۸(۹۴)                     | کونیهارو ۱۲۸۵–۱۳۰۸ امپراتور گو-نیجو ۱۳۰۱–۱۳۰۸(۹۴)                     | کونیهارو ۱۲۸۵–۱۳۰۸ امپراتور گو-نیجو ۱۳۰۱–۱۳۰۸(۹۴)                     | کونیهارو ۱۲۸۵–۱۳۰۸ امپراتور گو-نیجو ۱۳۰۱–۱۳۰۸(۹۴)                     | کونیهارو ۱۲۸۵–۱۳۰۸ امپراتور گو-نیجو ۱۳۰۱–۱۳۰۸(۹۴)                     |  |  | فوجیوارا نو کینشی ۱۲۷۱–۱۳۴۲ | فوجیوارا نو کینشی ۱۲۷۱–۱۳۴۲ | فوجیوارا نو کینشی ۱۲۷۱–۱۳۴۲ | فوجیوارا نو کینشی ۱۲۷۱–۱۳۴۲ | فوجیوارا نو کینشی ۱۲۷۱–۱۳۴۲ | فوجیوارا نو کینشی ۱۲۷۱–۱۳۴۲ |  |  |                                                   |                                                   |                                                   |                                                   |                                                   |                                                   |  |  |                              |                              |                              |                              |                              |                              |
|  |  |                                                         |                                                         |                                                         |                                                         |                                                         |                                                         |  |  |                                                         |                                                         |                                                         |                                                         |                                                         |                                                         |  |  |                                                                               |                                                                               |                                                                               |                                                                               |                                                                               |                                                                               |  |  |                                                                   |                                                                   |                                                                   |                                                                   |                                                                   |                                                                   |                            |                            |                                                                   |                                                                   |                                                                   |                                                                   |                                                                   |                                                                   |  |  |                                                                       |                                                                       |                                                                       |                                                                       |                                                                       |                                                                       |  |  |                             |                             |                             |                             |                             |                             |  |  |                                                   |                                                   |                                                   |                                                   |                                                   |                                                   |  |  |                              |                              |                              |                              |                              |                              |
|  |  |                                                         |                                                         |                                                         |                                                         |                                                         |                                                         |  |  |                                                         |                                                         |                                                         |                                                         |                                                         |                                                         |  |  |                                                                               |                                                                               |                                                                               |                                                                               |                                                                               |                                                                               |  |  |                                                                   |                                                                   |                                                                   |                                                                   |                                                                   |                                                                   |                            |                            |                                                                   |                                                                   |                                                                   |                                                                   |                                                                   |                                                                   |  |  |                                                                       |                                                                       |                                                                       |                                                                       |                                                                       |                                                                       |  |  |                             |                             |                             |                             |                             |                             |  |  |                                                   |                                                   |                                                   |                                                   |                                                   |                                                   |  |  |                              |                              |                              |                              |                              |                              |
|  |  | یوتاهیتو ۱۳۲۲–۱۳۸۰ دربار شمالی امپراتور کومیو ۱۳۳۶–۱۳۴۸ | یوتاهیتو ۱۳۲۲–۱۳۸۰ دربار شمالی امپراتور کومیو ۱۳۳۶–۱۳۴۸ | یوتاهیتو ۱۳۲۲–۱۳۸۰ دربار شمالی امپراتور کومیو ۱۳۳۶–۱۳۴۸ | یوتاهیتو ۱۳۲۲–۱۳۸۰ دربار شمالی امپراتور کومیو ۱۳۳۶–۱۳۴۸ | یوتاهیتو ۱۳۲۲–۱۳۸۰ دربار شمالی امپراتور کومیو ۱۳۳۶–۱۳۴۸ | یوتاهیتو ۱۳۲۲–۱۳۸۰ دربار شمالی امپراتور کومیو ۱۳۳۶–۱۳۴۸ |  |  | کازوهیتو ۱۳۱۳–۱۳۴۸ دربار شمالی امپراتور کوگون ۱۳۳۲–۱۳۳۴ | کازوهیتو ۱۳۱۳–۱۳۴۸ دربار شمالی امپراتور کوگون ۱۳۳۲–۱۳۳۴ | کازوهیتو ۱۳۱۳–۱۳۴۸ دربار شمالی امپراتور کوگون ۱۳۳۲–۱۳۳۴ | کازوهیتو ۱۳۱۳–۱۳۴۸ دربار شمالی امپراتور کوگون ۱۳۳۲–۱۳۳۴ | کازوهیتو ۱۳۱۳–۱۳۴۸ دربار شمالی امپراتور کوگون ۱۳۳۲–۱۳۳۴ | کازوهیتو ۱۳۱۳–۱۳۴۸ دربار شمالی امپراتور کوگون ۱۳۳۲–۱۳۳۴ |  |  | شاهدخت جونشی ۱۳۱۱–۱۳۳۷                                                        | شاهدخت جونشی ۱۳۱۱–۱۳۳۷                                                        | شاهدخت جونشی ۱۳۱۱–۱۳۳۷                                                        | شاهدخت جونشی ۱۳۱۱–۱۳۳۷                                                        | شاهدخت جونشی ۱۳۱۱–۱۳۳۷                                                        | شاهدخت جونشی ۱۳۱۱–۱۳۳۷                                                        |  |  | نوری‌یوشی ۱۳۲۸–۱۳۶۸ دربار جنوبی امپراتور گو-موراکامی ۱۳۳۹–۱۳۶۸(۹۷) | نوری‌یوشی ۱۳۲۸–۱۳۶۸ دربار جنوبی امپراتور گو-موراکامی ۱۳۳۹–۱۳۶۸(۹۷) | نوری‌یوشی ۱۳۲۸–۱۳۶۸ دربار جنوبی امپراتور گو-موراکامی ۱۳۳۹–۱۳۶۸(۹۷) | نوری‌یوشی ۱۳۲۸–۱۳۶۸ دربار جنوبی امپراتور گو-موراکامی ۱۳۳۹–۱۳۶۸(۹۷) | نوری‌یوشی ۱۳۲۸–۱۳۶۸ دربار جنوبی امپراتور گو-موراکامی ۱۳۳۹–۱۳۶۸(۹۷) | نوری‌یوشی ۱۳۲۸–۱۳۶۸ دربار جنوبی امپراتور گو-موراکامی ۱۳۳۹–۱۳۶۸(۹۷) |                            |                            | شاهزاده موری‌یوشی ۱۳۰۸–۱۳۳۵ نخستین شوگون تجدید حیات کنمو ۱۳۳۳–۱۳۳۴ | شاهزاده موری‌یوشی ۱۳۰۸–۱۳۳۵ نخستین شوگون تجدید حیات کنمو ۱۳۳۳–۱۳۳۴ | شاهزاده موری‌یوشی ۱۳۰۸–۱۳۳۵ نخستین شوگون تجدید حیات کنمو ۱۳۳۳–۱۳۳۴ | شاهزاده موری‌یوشی ۱۳۰۸–۱۳۳۵ نخستین شوگون تجدید حیات کنمو ۱۳۳۳–۱۳۳۴ | شاهزاده موری‌یوشی ۱۳۰۸–۱۳۳۵ نخستین شوگون تجدید حیات کنمو ۱۳۳۳–۱۳۳۴ | شاهزاده موری‌یوشی ۱۳۰۸–۱۳۳۵ نخستین شوگون تجدید حیات کنمو ۱۳۳۳–۱۳۳۴ |  |  | شاهزاده ناریناگا ۱۳۲۶–۱۳۳۸/۱۳۴۴ دومین شوگون تجدید حیات کنمو ۱۳۳۴–۱۳۳۸ | شاهزاده ناریناگا ۱۳۲۶–۱۳۳۸/۱۳۴۴ دومین شوگون تجدید حیات کنمو ۱۳۳۴–۱۳۳۸ | شاهزاده ناریناگا ۱۳۲۶–۱۳۳۸/۱۳۴۴ دومین شوگون تجدید حیات کنمو ۱۳۳۴–۱۳۳۸ | شاهزاده ناریناگا ۱۳۲۶–۱۳۳۸/۱۳۴۴ دومین شوگون تجدید حیات کنمو ۱۳۳۴–۱۳۳۸ | شاهزاده ناریناگا ۱۳۲۶–۱۳۳۸/۱۳۴۴ دومین شوگون تجدید حیات کنمو ۱۳۳۴–۱۳۳۸ | شاهزاده ناریناگا ۱۳۲۶–۱۳۳۸/۱۳۴۴ دومین شوگون تجدید حیات کنمو ۱۳۳۴–۱۳۳۸ |  |  | شاهزاده تسونه‌ناگا ۱۳۲۴–۱۳۳۸ | شاهزاده تسونه‌ناگا ۱۳۲۴–۱۳۳۸ | شاهزاده تسونه‌ناگا ۱۳۲۴–۱۳۳۸ | شاهزاده تسونه‌ناگا ۱۳۲۴–۱۳۳۸ | شاهزاده تسونه‌ناگا ۱۳۲۴–۱۳۳۸ | شاهزاده تسونه‌ناگا ۱۳۲۴–۱۳۳۸ |  |  | شاهزاده مونه‌ناگا ۱۳۱۱–c.۱۳۸۵                      | شاهزاده مونه‌ناگا ۱۳۱۱–c.۱۳۸۵                      | شاهزاده مونه‌ناگا ۱۳۱۱–c.۱۳۸۵                      | شاهزاده مونه‌ناگا ۱۳۱۱–c.۱۳۸۵                      | شاهزاده مونه‌ناگا ۱۳۱۱–c.۱۳۸۵                      | شاهزاده مونه‌ناگا ۱۳۱۱–c.۱۳۸۵                      |  |  | شاهزاده کانه‌یوشی c.۱۳۲۹–۱۳۸۳ | شاهزاده کانه‌یوشی c.۱۳۲۹–۱۳۸۳ | شاهزاده کانه‌یوشی c.۱۳۲۹–۱۳۸۳ | شاهزاده کانه‌یوشی c.۱۳۲۹–۱۳۸۳ | شاهزاده کانه‌یوشی c.۱۳۲۹–۱۳۸۳ | شاهزاده کانه‌یوشی c.۱۳۲۹–۱۳۸۳ |
|  |  | یوتاهیتو ۱۳۲۲–۱۳۸۰ دربار شمالی امپراتور کومیو ۱۳۳۶–۱۳۴۸ | یوتاهیتو ۱۳۲۲–۱۳۸۰ دربار شمالی امپراتور کومیو ۱۳۳۶–۱۳۴۸ | یوتاهیتو ۱۳۲۲–۱۳۸۰ دربار شمالی امپراتور کومیو ۱۳۳۶–۱۳۴۸ | یوتاهیتو ۱۳۲۲–۱۳۸۰ دربار شمالی امپراتور کومیو ۱۳۳۶–۱۳۴۸ | یوتاهیتو ۱۳۲۲–۱۳۸۰ دربار شمالی امپراتور کومیو ۱۳۳۶–۱۳۴۸ | یوتاهیتو ۱۳۲۲–۱۳۸۰ دربار شمالی امپراتور کومیو ۱۳۳۶–۱۳۴۸ |  |  | کازوهیتو ۱۳۱۳–۱۳۴۸ دربار شمالی امپراتور کوگون ۱۳۳۲–۱۳۳۴ | کازوهیتو ۱۳۱۳–۱۳۴۸ دربار شمالی امپراتور کوگون ۱۳۳۲–۱۳۳۴ | کازوهیتو ۱۳۱۳–۱۳۴۸ دربار شمالی امپراتور کوگون ۱۳۳۲–۱۳۳۴ | کازوهیتو ۱۳۱۳–۱۳۴۸ دربار شمالی امپراتور کوگون ۱۳۳۲–۱۳۳۴ | کازوهیتو ۱۳۱۳–۱۳۴۸ دربار شمالی امپراتور کوگون ۱۳۳۲–۱۳۳۴ | کازوهیتو ۱۳۱۳–۱۳۴۸ دربار شمالی امپراتور کوگون ۱۳۳۲–۱۳۳۴ |  |  | شاهدخت جونشی ۱۳۱۱–۱۳۳۷                                                        | شاهدخت جونشی ۱۳۱۱–۱۳۳۷                                                        | شاهدخت جونشی ۱۳۱۱–۱۳۳۷                                                        | شاهدخت جونشی ۱۳۱۱–۱۳۳۷                                                        | شاهدخت جونشی ۱۳۱۱–۱۳۳۷                                                        | شاهدخت جونشی ۱۳۱۱–۱۳۳۷                                                        |  |  | نوری‌یوشی ۱۳۲۸–۱۳۶۸ دربار جنوبی امپراتور گو-موراکامی ۱۳۳۹–۱۳۶۸(۹۷) | نوری‌یوشی ۱۳۲۸–۱۳۶۸ دربار جنوبی امپراتور گو-موراکامی ۱۳۳۹–۱۳۶۸(۹۷) | نوری‌یوشی ۱۳۲۸–۱۳۶۸ دربار جنوبی امپراتور گو-موراکامی ۱۳۳۹–۱۳۶۸(۹۷) | نوری‌یوشی ۱۳۲۸–۱۳۶۸ دربار جنوبی امپراتور گو-موراکامی ۱۳۳۹–۱۳۶۸(۹۷) | نوری‌یوشی ۱۳۲۸–۱۳۶۸ دربار جنوبی امپراتور گو-موراکامی ۱۳۳۹–۱۳۶۸(۹۷) | نوری‌یوشی ۱۳۲۸–۱۳۶۸ دربار جنوبی امپراتور گو-موراکامی ۱۳۳۹–۱۳۶۸(۹۷) |                            |                            | شاهزاده موری‌یوشی ۱۳۰۸–۱۳۳۵ نخستین شوگون تجدید حیات کنمو ۱۳۳۳–۱۳۳۴ | شاهزاده موری‌یوشی ۱۳۰۸–۱۳۳۵ نخستین شوگون تجدید حیات کنمو ۱۳۳۳–۱۳۳۴ | شاهزاده موری‌یوشی ۱۳۰۸–۱۳۳۵ نخستین شوگون تجدید حیات کنمو ۱۳۳۳–۱۳۳۴ | شاهزاده موری‌یوشی ۱۳۰۸–۱۳۳۵ نخستین شوگون تجدید حیات کنمو ۱۳۳۳–۱۳۳۴ | شاهزاده موری‌یوشی ۱۳۰۸–۱۳۳۵ نخستین شوگون تجدید حیات کنمو ۱۳۳۳–۱۳۳۴ | شاهزاده موری‌یوشی ۱۳۰۸–۱۳۳۵ نخستین شوگون تجدید حیات کنمو ۱۳۳۳–۱۳۳۴ |  |  | شاهزاده ناریناگا ۱۳۲۶–۱۳۳۸/۱۳۴۴ دومین شوگون تجدید حیات کنمو ۱۳۳۴–۱۳۳۸ | شاهزاده ناریناگا ۱۳۲۶–۱۳۳۸/۱۳۴۴ دومین شوگون تجدید حیات کنمو ۱۳۳۴–۱۳۳۸ | شاهزاده ناریناگا ۱۳۲۶–۱۳۳۸/۱۳۴۴ دومین شوگون تجدید حیات کنمو ۱۳۳۴–۱۳۳۸ | شاهزاده ناریناگا ۱۳۲۶–۱۳۳۸/۱۳۴۴ دومین شوگون تجدید حیات کنمو ۱۳۳۴–۱۳۳۸ | شاهزاده ناریناگا ۱۳۲۶–۱۳۳۸/۱۳۴۴ دومین شوگون تجدید حیات کنمو ۱۳۳۴–۱۳۳۸ | شاهزاده ناریناگا ۱۳۲۶–۱۳۳۸/۱۳۴۴ دومین شوگون تجدید حیات کنمو ۱۳۳۴–۱۳۳۸ |  |  | شاهزاده تسونه‌ناگا ۱۳۲۴–۱۳۳۸ | شاهزاده تسونه‌ناگا ۱۳۲۴–۱۳۳۸ | شاهزاده تسونه‌ناگا ۱۳۲۴–۱۳۳۸ | شاهزاده تسونه‌ناگا ۱۳۲۴–۱۳۳۸ | شاهزاده تسونه‌ناگا ۱۳۲۴–۱۳۳۸ | شاهزاده تسونه‌ناگا ۱۳۲۴–۱۳۳۸ |  |  | شاهزاده مونه‌ناگا ۱۳۱۱–c.۱۳۸۵                      | شاهزاده مونه‌ناگا ۱۳۱۱–c.۱۳۸۵                      | شاهزاده مونه‌ناگا ۱۳۱۱–c.۱۳۸۵                      | شاهزاده مونه‌ناگا ۱۳۱۱–c.۱۳۸۵                      | شاهزاده مونه‌ناگا ۱۳۱۱–c.۱۳۸۵                      | شاهزاده مونه‌ناگا ۱۳۱۱–c.۱۳۸۵                      |  |  | شاهزاده کانه‌یوشی c.۱۳۲۹–۱۳۸۳ | شاهزاده کانه‌یوشی c.۱۳۲۹–۱۳۸۳ | شاهزاده کانه‌یوشی c.۱۳۲۹–۱۳۸۳ | شاهزاده کانه‌یوشی c.۱۳۲۹–۱۳۸۳ | شاهزاده کانه‌یوشی c.۱۳۲۹–۱۳۸۳ | شاهزاده کانه‌یوشی c.۱۳۲۹–۱۳۸۳ |

در سال ۱۲۸۱، پس از تهاجم مغول، در پایتخت کیوتو، امپراتور گو-اودا «امپراتور خردمند» نامیده شد. اندکی قبل از آن، در حدود سال ۱۲۵۹، سومین امپراتور گو-ساگا تصمیمی گرفته بود که بعدها مسیر تاریخ ژاپن را تغییر داد. امپراتور گو-ساگا تاج و تخت را به ولیعهد (امپراتور گو-فوکاکوسا) واگذار کرد، اما اندکی پس از آن از این تصمیم خود پشیمان شد و به او دستور داد تاج و تخت را به شاهزاده دیگری که بسیار دوستش داشت، بسپارد. امپراتور گوفوکاکوسا چاره ای جز کناره‌گیری نداشت و برادر کوچکترش امپراتور کامه‌یاما بر تخت نشست. در این زمان، دو خط امپراتور متولد شدند: یک برادر بزرگتر (امپراتور گو-فوکاکوسا) و یک برادر کوچکتر (امپراتور کامه‌یاما). نسب برادر بزرگتر جناح جیمیوئین نامیده می‌شود. دودمان برادر کوچکتر جناح دایگاکوجی نامیده می‌شود. برادر بزرگتر، امپراتور بازنشسته گو-فوکاکوسا، از این واقعیت که پسرش نمی‌تواند امپراتور شود، بسیار ناراضی بود. امپراتور بازنشسته گوساگا که این مشکل را ایجاد کرد، بدون اینکه مشکل را حل کند از دنیا رفت. این مشکل به‌طور موقت توسط هوجو توکیمونه، شیکن هشتم شوگون سالاری حل شد، که مداخله کرد و سیستمی را ایجاد کرد که در آن شاهزادگان از اصل و نسب این دو برادر به‌طور متناوب بر تاج و تخت می‌نشستند که سیستم ریوتو تسوریتسو نامیده می‌شود.

## سقوط
از زمان پدر هوجو تاکاتوکی، هوجو ساداتوکی، نشانه‌های فروپاشی حکومت شوگونی مشهود بود. به دلیل دو حمله مغول به ژاپن، زندگی گوکه‌نین‌ها فقیرانه شده بود. علاوه بر این، دولت شوگون به دلیل شورش شیموتسوکی در سال ۱۲۸۵ و شورش هیزنمون در سال ۱۲۹۳ بی‌ثبات شد.
در سال‌های پایانی زندگی هوجو ساداتوکی، زندگی او کاملاً آشفته‌ای بود و تقریباً هر روز مهمانی‌های شرب مشروب برپا می‌کرد. ساداتوکی در مهر ۱۳۱۱ در حالی که از سبک زندگی نابسامان خود رنج می‌برد چشم از جهان فروبست.
حکومت شوگون‌سالاری کاماکورا یک حکومت سامورایی بود که حدود ۱۵۰ سال دوام آورد. با این حال، قدرت آن به تدریج به دلیل حمله مغول به ژاپن و ظهور بی‌رویه سامورایی‌های جدید به نام «آکوتو» کاهش یافت. که هیچ ارتباطی با شوگون‌سالاری نداشت. سرانجام، توسط شورش گنکو که قیام نیروهایی بود که با نقشه امپراتور گودایگو برای سرنگونی شوگون سالاری همکاری می‌کردند، به انقراض کشیده شد. امپراتور گو-دایگو در سال ۱۲۸۸ به عنوان دومین پسر امپراتور گو-اودا به دنیا آمد. او در سال ۱۳۱۸ (سال دوم بونهو) در سن ۳۰ سالگی بر تخت سلطنت نشست که به طرز غیرمعمولی برای یک دوره امپراتوری دیر بود.
آنچه امپراتور گو-دایگو می‌خواست این بود که اقتدار امپراتور را بازگرداند و تاج و تخت امپراتوری را متحد کند. در آن زمان، خانواده امپراتوری متشکل از جناح جیمیوئین
، از نوادگان امپراتور گو-فوکاکوسا، و جناح دایگاکوجی، از نوادگان امپراتور کامه‌یاما بودند. این دوره زمانی ریوتو تسوریتسو بود، یعنی زمانی که امپراتوری به دو گروه تقسیم شد و به نوبت به تخت سلطنت رسیدند.
امپراتور گو-دایگو معتقد بود که فقط دودمان خودش، جناح دایگاکوجی، باید تاج و تخت امپراتوری را به ارث ببرد. برای رسیدن به این هدف، او مجبور شد شوگون‌سالاری کاماکورا را که دارای اقتدار بود و همچنین در تعیین تاج و تخت امپراتوری نقش داشت، سرنگون کند.
در سال ۱۳۲۱، امپراتور گو-دایگو ضیافت بزرگی به نام «بوری‌کو» برگزار کرد. این ضیافتی است که در آن مردان کلاه سنتی خود را درمی‌آورند، و راهبان لباس روحانی نمی‌پوشند، و یک زنان جوان ساکی را سرو می‌کند، اما امپراتور گو-دایگو فقط مشروب نمی‌خورد، او در پشت صحنه، در مورد سرنگونی حکومت صحبت می‌کرد.
امپراتور گو-دایگو به دلیل سیستم ریوتو تسوریتسو نمی‌توانست به یک دولت طولانی مدت امیدوار باشد و در موقعیتی قرار گرفت که پسر خودش نمی‌توانست امپراتور بعدی شود.
از آنجایی که شوگون سالاری کاماکورا این سیستم را ایجاد کرده بود، امپراتور گودایگو مخفیانه تصمیم گرفت تا شوگون سالاری را سرنگون کند.
در سال ۱۳۲۴، پس از درگذشت امپراتور گو-اودا، نقشه امپراتور گو-دایگو برای سرنگونی شوگون سالاری با تحقیقات روکوهارا تاندای کیوتو کشف شد و دستیاران نزدیک امپراتور گو-دایگو (اشراف‌زادگان مانند خاندان هینو) مجازات شدند. گفته می‌شود که در این زمان مجازات خاصی برای امپراتور گو-دایگو وجود نداشت.
سامورایی‌هایی که در «بوری‌کو» شرکت داشتند توسط شوگون‌سالاری مورد حمله قرار گرفتند یا خودکشی کردند یا دستگیر شدند و به کاماکورا فرستاده شدند. در حالی که دستیاران نزدیک امپراتور گو-دایگو، از جمله هینو سوکه‌تومو، تبعید شدند.
در سال ۱۳۳۱، شوگون‌سالاری گزارشی محرمانه دریافت کرد که امپراتور گو-دایگو بار دیگر در حال توطئه برای سرنگونی شوگون‌سالاری کاماکورا است. شخصی که به آنها اطلاع داد یوشیدا سادافوسا، از دستیاران نزدیک امپراتور گودایگو بود.
یوشیدا سادافوسا ملازم وفادار به امپراتور بود و برای محافظت از امپراتور گو-دایگو گفت: «سرکرده طرح سرنگونی شوگون‌سالاری هینو توشیموتو است.» و در تلاش برای محافظت از امپراتور گو-دایگو یکی از حامیان خود را هینو توشیموتو نامید. شورش امپراتور در حادثه شوچو در (۱۳۲۴) و جنگ گنکو (۱۳۳۱) با شکست به پایان رسید.
پس از دریافت اطلاعات، شوگون‌سالاری بلافاصله فرستاده‌ای را به کیوتو فرستاد و هینو توشیکی و دیگران را به کاماکورا، کاناگاوا فرستاد. با این حال، پس از بازجویی شدید، یکی از مردان دستگیر شده اعتراف کرد که «امپراتور گو-دایگو کسی بود که نقشه سرنگونی شوگون‌سالاری را طراحی کرد» و امپراتور گو-دایگو نیز در خطر افتاد.
امپراتور گو-دایگو مخفیانه از کاخ امپراتوری خارج شد و وارد معبد کاساگی شد که به عنوان دژ کوهی معروف بود.
روکوهارا تاندای امپراتور گو-دایگو را تعقیب می‌کرد تا او را دستگیر کند. در این زمان «کوسونوکی ماساشیگه» از ولایت کاواچی (استان اوساکای کنونی) و «ساکورایاما کوره‌توشی» از ولایت بینگو (استان هیروشیما شرقی کنونی) به درخواست کمک امپراتور گو-دایگو پاسخ دادند.
در همین حال، نیروهای کمکی از منطقه کانتو یکی پس از دیگری برای ارتش شوگون‌سالاری رسید. حدود یک ماه پس از زندانی شدن معبد کاساگی، سربازان شوگون از صخره‌های کاساگی‌یاما بالا رفتند، معبد را به آتش کشیدند و یک حمله همه‌جانبه را آغاز کردند. برای فرار از دست سربازان شوگون‌سالاری، امپراتور گو-دایگو، مجبور شد فرار کند و همراه با تعدادی از پیروانش در امتداد یک مسیر کوهستانی پنهان شود. با این حال، خسته و درهم شکسته، دستگیر و بعداً به جزایر اوکی تبعید شد.
تقریباً در همان زمان، کوسونوکی ماساشیگه که در قلعه کامی-آکاساکا که با عجله ساخته شده بود و با ارتش شوگون درگیر بود، تصمیم گرفت که به دلیل کمبود تدارکات نمی‌تواند یک جنگ طولانی را تحمل کند، بنابراین قلعه با دست خود به آتش کشید و خود مدتی ناپدید شد. علاوه بر این، زمانی که ساکورایاما کوره‌توشی از سقوط معبد و دژ کوه کاساگی و قلعه آکاساکا مطلع شد، در ناامیدی خودکشی کرد. نقشه امپراتور گو-دایگو برای سرنگونی حکومت شوگونی برای بار دوم موقتاً متوقف شد.
در سال ۱۳۳۲، کوسونوکی ماساشیگه که از قلعه آکاساکا ناپدید شده بود، دوباره ظاهر شد و به قلعه کامی-آکاساکا که به دست ارتش شوگون افتاده بود حمله کرد.
علاوه بر این، در پاسخ به فرمان شاهزاده موری‌یوشی، شوگو (فرماندار) آکاماتسو نوریمورا در ولایت هاریما (ایالت جنوبی استان هیوگو کنونی) و ولایت ایو (استان اهیمه کنونی) خاندان‌های دوی و توکونوشی شورش کردند. شوگون‌سالاری نیروهای خود را به قلعه کامی-آکاساکا فرستاد، جایی که کوسونوکی ماساشیگه در آن قرار داشت.
کوسونوکی ماساشیگه به ارتش شوگون حمله کرد و آن را بیشتر و بیشتر به اعماق بیرون کشید و سپس در قلعه چیهایا، آخرین سنگر خود، فرورفت. ارتش شوگونی که این را یک فرصت می‌دید، عملیات قطع آب را انجام داد، اما این عملیات با شکست به پایان رسید، زیرا مقادیر زیادی آب و غذا در قلعه چیهایا برای پی بینی این اتفاق انباشته شده بود.
ارتش شوگون که قلعه چیهایا را محاصره کرده بود، پس از یک نبرد طولانی محاصره به تدریج شروع به آرام شدن کرد. کوسونوکی ماساشیگه این فرصت را از دست نداد و دست به حمله زد و خسارت سنگینی را به ارتش شوگون وارد کرد.
در فوریه ۱۳۳۳، امپراتور گو-دایگو مخفیانه از جزایر اوکی گریخت، در حالی که شوگون‌سالاری کاماکورا در تصرف قلعه چیهایا مشکل داشتند. سپس در کوه سنجو در ولایت هوکی (استان توتوری غربی امروزی) پناه گرفت و فرمان برای احضار سامورایی‌ها از سراسر ژاپن صادر کرد.
در نتیجه سامورایی‌هایی که از شوگون‌سالاری کاماکورا ناراضی بودند و کسانی که منتظر تغییر اوضاع بودند در اطراف امپراتور گو-دایگو جمع شدند. در همان زمان آکاماتسو نوریمورا و که قدرتش افزایش یافته بود به کیوتو لشکر کشید و ارتش سرنگون‌کننده شوگون‌سالاری نیز در نبرد در شیکوکو پیشروی می‌کرد. سپس، شوگون‌سالاری اخبار تکان دهنده‌ای را دریافت کرد. گفته می‌شد که «آشیکاگا تاکائوجی» که به کوه سنجو فرستاده شد تا امپراتور گودایگو را تحت سلطه خود درآورد، خیانت کرده و به سمت روکوهارا (کیوتو) در حال حرکت است. روکوهارا به سرعت دفاع خود را محکم کرد و برای حمله آماده شد.
سپس نبردی سخت در کیوتو آغاز شد. آکاماتسو نوریمورا نیز در جنگ شرکت داشت و ارتش شوگون به تدریج شروع به عقب رانده شدن و شکست میدان در نبرد کرد. ارتش شوگونی که متوجه شد ضعف خود از نظر تعداد شد، با همراهی امپراتور کوگون، امپراتور بازنشسته امپراتور گو-فوشیمی، و امپراتور بازنشسته امپراتور هانازونو (سلطنت از ۱۳۰۸ تا ۱۳۱۸)، تلاش کرد به کاماکورا بازگشته و فرار کند اما سربازان توسط اوچیموشا گاری (شکارچیان لشکر شکست خورده) غارت و نابود شدند. امپراتور کوگون (سلطنت  ۱۳۳۲–۱۳۳۴) و دیگران توسط سامورایی‌ها از سمت امپراتور گو-دایگو دستگیر شدند و به کیوتو بازگردانده شدند.
هنگامی که امپراتور گو-دایگو خبر نابودی سربازان روکوهارا را دریافت کرد، سلطنت امپراتور کوگون را که توسط شوگون‌سالاری کاماکورا حمایت شده بود، لغو کرد. دوره امپراتور کوگون منسوخ شد، نام آن دوره به «شوکی» تغییر یافت و نام آن به «موتوهیرو» سابق برگردانده شد و تمام عناوین رسمی امپراتور کوگون حذف شدند.
پس از سقوط روکوهارا اتفاقات عجیبی در منطقه کانتو نیز رخ می‌دهد. نیتا یوشی‌سادا که در تسخیر قلعه چیهایا شرکت کرد اما به دلیل بیماری به ولایت شیموتسوکه (استان توچیگی کنونی) بازگشته بود، در پاسخ به دستور امپراتور گو-دایگو تصمیم گرفت به کاماکورا حمله کند. او ارتش تشکیل داد.
ارتش نیتا یوشی‌سادا ارتش شوگون را در نبرد کوته‌ساشی (۱۳۳۳) و نبرد کومه‌گاوا شکست داد. از همین زمان، نارضایتی از شوگون‌سالاری کاماکورا در نقاط مختلف افزایش یافت و شتاب شکست شوگون‌سالاری بیشتر شد. در سال ۱۳۳۳ تعداد ارتش نیتا یوشیسادا در حمله او به شوگون سالاری تنها ۱۵۰ نفر بود. اما در طول راهپیمایی لشکری از گوکه‌نین‌ها به ارتش پیوستند و تعداد آنها بسیار زیاد شد.
آنها به کاماکورا حمله کردند، اما کاماکورا از جنوب توسط دریا و از سه طرف دیگر کوه احاطه شده بود، و فقط از طریق یک بریدگی باریک به بیرون متصل بود، و آن را به یک زمین مناسب برای دفاع تبدیل می‌کرد. در نتیجه، ارتش نیتا یوشی‌سادا در حمله ناکام ماند و نبرد به بن‌بست رسید، اما ارتش اصلی نیتا یوشی‌سادا از ساحل ایناموراگاساکی عبور کرد و وارد کاماکورا شد. در آن زمان، بریدگی‌های دیگر ورود به شهر نیز فتح شده بودند و شهر به آتش کشیده شده بود. زمانی که ارتش به رهبری نیتا یوشی‌سادا به کاماکورا حمله کرد، هوجو تاکاتوکی در معبد توشوجی خودکشی کرد. پسرش هوجو کونیتوکی نیز یک هفته بعد اعدام شد.
بسیاری از اعضای ارتش شوگون در نبرد کشته یا خودکشی کردند و شوگون‌سالاری کاماکورا که حدود ۱۵۰ سال رونق داشت، سرانجام با سقوط خود مواجه شد؛ بنابراین، کشور ژاپن تحت اختیار امپراتور گو-دایگو درآمد.

## دلایل فروپاشی
از زمان پدر هوجو تاکاتوکی، هوجو ساداتوکی، نشانه‌های فروپاشی حکومت شوگونی مشهود بود. به دلیل دو حمله مغول (نبرد بون‌ای و نبرد کوآن)، زندگی گوکه‌نین‌ها فقیرانه شده بود. علاوه بر این، دولت شوگون به دلیل درگیری شیموتسوکی در سال ۱۲۸۵ و شورش هیزنمون در سال ۱۲۹۳ بی‌ثبات شد. در سال‌های آخر زندگی ساداتوکی، زندگی او کاملاً آشفته بود و تقریباً هر روز مهمانی‌های شرب مشروب برپا می‌کرد. ساداتوکی در مهر ۱۳۱۱ در حالی که از سبک زندگی نابسامان خود رنج می‌برد چشم از جهان فروبست. پس از آن، امپراتور گو-دایگو ایده «حکومت مستقیم امپراتور» را مطرح کرد و دو بار علیه شوگون‌سالاری شورش کرد. که منجر به حادثه شوچو (۱۳۲۴) و شورش گنکو شد. با این حال، حمله گودایگو به شوگون سالاری با شکست مواجه شد و او به جزایر اوکی تبعید شد. از همان زمان، نارضایتی از شوگون سالاری در نقاط مختلف افزایش یافت و شتاب فروپاشی آن بیشتر شد. در سال ۱۳۳۳ تعداد ارتش نیتتا یوشی‌سادا در حمله او به شوگون سالاری ابتدا تنها ۱۵۰ نفر بود. اما در طول راهپیمایی، لشکری از گوکه‌نین‌ها به ارتش او پیوستند و تعداد آنها بسیار زیاد شد. در منابع دلیل فروپاشی اغلب به دلیل سوء مدیریت هوجو تاکاتوکی نسبت داده می‌شود. گفته می‌شود که تاکاتوکی هر روز وقت خود را وقف جنگ سگ‌ها و دنگاکو (جشن) می‌کرد و به سیاست اهمیت نمی‌داد. با این حال، حکومت نادرست تاکاتوکی در منابع تاریخی ثانویه در دوره بعدی نوشته شده است و ممکن است به قصد تحقیر او نوشته شده باشد. دلایل سقوط شوگون‌سالاری عبارتند از بی‌ثباتی سیاسی، فعالیت‌های امپراتور گو-دایگو برای سرنگونی شوگون سالاری، عدم پاسخگویی به تغییرات آب و هوایی، نفوذ اقتصاد پولی و ظهور آکوتو (گروه‌های شرور). با این حال، دلیل قطعی هنوز ناشناخته است. جنبش فروپاشی در پیوند با کیوتو و کیوشو رخ داد و نهادهای شوگون سالاری، روکوهارا تاندای و چینزی تاندای نیز فروپاشیدند.

## ساختار شوگونی

### گوئون و هوکو
وجود شوگون‌سالاری کاماکورا بر پایه سامورایی‌ها، به ویژه در منطقه کانتو استوار بود. این سامورایی‌ها با تبدیل شدن به ملازمان کاماکورا-دونو (= شوگون) به عضویت شوگون‌سالاری کاماکورا درآمدند. سامورایی‌هایی که تابع کاماکورا-دونو شدند گوکه‌نین نامیده می‌شدند.  رابطهٔ بین سامورایی‌ها و شوگون در دوره کاماکورا بر پایه اصلی به نام پاداش-خدمت بود که  سیستم «سیستم گوکه‌نین» نیز نامیده می‌شود و دو طرف با منافع متقابل به هم گره خوردند. سامورایی‌ها در عوض خدمت به شوگون حفظ مالکیت اراضی‌شان تأمین می‌شد و در صورتی که در نبردها می‌توانستند اراضی جدیدی را تصرف کنند، مالکیت اراضی جدید را نیز به دست می‌آوردند. در مقابل دریافت چنین پاداشی آنها می‌بایست به شوگون وفادار می‌ماندند و پیرو امر وی در جنگ‌ها شرکت می‌کردند و در تأمین هزینه‌های جنگ سهیم می‌شدند. همچنین در صورت انجام یک خدمت برجسته و مهم زمین‌های تازه یا مقام و مناصبی بلندپایه به سامورایی‌ها داده می‌شد.

#### گوئون
به اهدای پاداش توسط کاماکورا-دونو اشاره دارد که مالکیت قلمرو گوکه‌نین را تضمین می‌کند یا زمین جدید را به عنوان پاداش اهدا می‌کرد.

#### هوکو
به خدمت نظامی و بار اقتصادی که گوکه‌نین در راه خدمت به کاماکورا-دونو متحمل می‌شد، اشاره دارد. به‌طور خاص، خدمت نظامی در مواقع اضطراری مانند حمله مغول

### سیستم شغلی
- سی تایشوگون (کاماکورا-دونو)
- رئیس و رهبر شوگون‌سالاری کاماکورا. در دوره نسل اول یوریتومو، رهبر خانواده سامورایی به حساب می‌آمد، اما زمانی که شوگون خاندان گنجی پس از سه نسل از بین رفت، این خاندان شروع به پذیرش اعضای نسل دوم خاندان‌های سکه و خانواده امپراتوری کرد و تبدیل به یک پوسته ظاهری صرف شد.
- شیکن دستیار شوگون (کاماکورا-دونو) در شوگون‌سالاری کاماکورا بود. شیکن به تدریج اقتدار شوگون را به خود اختصاص داد و عملاً رئیس شوگون‌سالاری کاماکورا شد. شیکن توسط خاندان هوجو به ارث می رسید، اما بعدها، حتی پس از اینکه رئیس خانواده توکوسو، سمت شیکن را به یکی از اعضای خانواده خود واگذار کرد، رئیس خانواده توکوسو همچنان به قدرت واقعی خود ادامه داد.
- رنشو،  موقعیتی که در کنار یا همتراز با شیکن است.
- هیوجوشو بالاترین نهاد تصمیم‌گیری سیاست شوگون‌سالاری بود. پس از مرگ یوریتومو، سیستم شورای ۱۳ نفره، که سیستم مدیریتی شوگون‌سالاری مبتنی بر شورایی از ملازمان ارشد بود، توسعه و تأسیس شد. با پیشروی دیکتاتوری توکوسو، این شورا  اهمیت خود را از دست داد.
- یوری‌آیشو، در ابتدا، یک جلسه خصوصی با ریاست خانواده توکوسو بود، اما با پیشرفت دیکتاتوری توکوسو، اساساً به بالاترین مرجع تصمیم‌گیری تبدیل شد و جایگزین هیوجوشو شد.
- هیکیتسوکه شو، مسئول رسیدگی به دعاوی مطرح شده به شوگون‌سالاری بود. نتایج جلسه به بازبینان ارسال می شد و آنها تصمیم می گرفتند.
- سامورایی-دوکورو، نهادی که رهبری گوکه‌نین‌ها را بر عهده داشت.
- ماندوکورو، این اداره مسئول امور عمومی دولت و امور مالی شوگون‌سالاری بود.
- مونچو-جو، مسئول امور عملی مربوط به دعاوی مطرح شده به شوگون‌سالاری بود.
- شوگو
- جیتو
- کیوتو شوگو بعد تبدیل شدن به روکوهارا تاندای ، در اصل، مأموریت او برقراری ارتباط و هماهنگی با دربار امپراتوری بود، اما پس از جنگ جوکیو، مأموریت روکوهارا تاندای نظارت بر دربار امپراتوری و رهبری گوکه‌نین منطقه سایگوکو (چندین منطقه در غرب ژاپن) شد.
- کمیسیون دفاع غرب بعد تبدیل شدن به  چینزی تاندای سازمانی که توسط شوگون‌سالاری در دوره کاماکورا برای نظارت بر منطقه غربی (کیوشو) تأسیس شد. صلاحیت آن رسیدگی به امور اداری، دعاوی (محاکمه‌ها) و امور نظامی بود.
- ازو دایکان، گمان می‌رود بر مشاغل مختلف مرتبط با ازو (امروزه استان هوکایدو در شمال ژاپن) نظارت داشته است.

### مقر حکومت
| نام مکان                        | دوره زمانی   | شخص انتقال دهنده                      |
| ------------------------------- | ------------ | ------------------------------------- |
| اوکورا گوشو در کاماکورا         | ۱۱۲۵ ～ ۱۲۸۰ | میناموتو نو یوریتومو                  |
| اوتسونومیازوشی در کاماکورا      | ۱۲۳۶ ～ ۱۲۲۵ | شیکن هوجو یاسوتوکی رنشو هوجو توکیفوسا |
| واکامیا اوجی باکوفو در کاماکورا | ۱۳۳۳ ～ ۱۲۳۶ | شیکن هوجو یاسوتوکی                    |

## شجره‌نامه
|                                 |                                 |                                 |                                 |                                 |                                 |  |  |                                                      |                                                      |                                                      |                                                      |                                                       |                                                       |                                                       |                                                       |                                                       |                                                       |                                                       |                                                       |                                                       |                                                       |  |  |                                                 |                                                 |                                                 |                                                 |                                                 |                                                 |                                                 |                                                 |                                                 |                                                 |                                            |                                            |                                            |                                            |                                  |                                  |                                  |                                  |                      |                      |                             |                             |                             |                             |                                                   |                              |                              |                              |                                                   |                                              |                                              |                                              |                                                  |                                                  |                                                  |                                                  |                                                  |                                                  |  |  |                              |                              |                               |                               |                                  |                                  |                                  |                                  |                                  |                                  |                           |                           |                           |                           |  |  |  |  |  |  |  |  |  |  |  |  |  |  |  |  |  |  |  |  |  |  |
|                                 |                                 |                                 |                                 |                                 |                                 |  |  |                                                      |                                                      |                                                      |                                                      |                                                       |                                                       |                                                       |                                                       |                                                       |                                                       |                                                       |                                                       |                                                       |                                                       |  |  |                                                 |                                                 |                                                 |                                                 |                                                 |                                                 |                                                 |                                                 |                                                 |                                                 |                                            |                                            |                                            |                                            |                                  |                                  |                                  |                                  |                      |                      |                             |                             |                             |                             |                                                   |                              |                              |                              |                                                   |                                              |                                              |                                              |                                                  |                                                  |                                                  |                                                  |                                                  |                                                  |  |  |                              |                              |                               |                               |                                  |                                  |                                  |                                  |                                  |                                  |                           |                           |                           |                           |  |  |  |  |  |  |  |  |  |  |  |  |  |  |  |  |  |  |  |  |  |  |
|                                 |                                 |                                 |                                 |                                 |                                 |  |  |                                                      |                                                      |                                                      |                                                      | (۱۱۴۷–۱۱۹۹) میناموتو نو یوریتومو(1) حکمرانی ۱۱۹۲–۱۱۹۹ | (۱۱۴۷–۱۱۹۹) میناموتو نو یوریتومو(1) حکمرانی ۱۱۹۲–۱۱۹۹ | (۱۱۴۷–۱۱۹۹) میناموتو نو یوریتومو(1) حکمرانی ۱۱۹۲–۱۱۹۹ | (۱۱۴۷–۱۱۹۹) میناموتو نو یوریتومو(1) حکمرانی ۱۱۹۲–۱۱۹۹ | (۱۱۴۷–۱۱۹۹) میناموتو نو یوریتومو(1) حکمرانی ۱۱۹۲–۱۱۹۹ | (۱۱۴۷–۱۱۹۹) میناموتو نو یوریتومو(1) حکمرانی ۱۱۹۲–۱۱۹۹ |                                                       |                                                       |                                                       |                                                       |  |  |                                                 |                                                 |                                                 |                                                 |                                                 |                                                 |                                                 |                                                 |                                                 |                                                 |                                            |                                            | (مرگ ۱۱۹۰) بومون‌هیمه                       | (مرگ ۱۱۹۰) بومون‌هیمه                       | (مرگ ۱۱۹۰) بومون‌هیمه             | (مرگ ۱۱۹۰) بومون‌هیمه             | (مرگ ۱۱۹۰) بومون‌هیمه             | (مرگ ۱۱۹۰) بومون‌هیمه             |                      |                      | (۱۱۴۷–۱۱۹۷) ایچیجو یوشییاسو | (۱۱۴۷–۱۱۹۷) ایچیجو یوشییاسو | (۱۱۴۷–۱۱۹۷) ایچیجو یوشییاسو | (۱۱۴۷–۱۱۹۷) ایچیجو یوشییاسو | (۱۱۴۷–۱۱۹۷) ایچیجو یوشییاسو                       | (۱۱۴۷–۱۱۹۷) ایچیجو یوشییاسو  |                              |                              |                                                   |                                              |                                              |                                              |                                                  |                                                  |                                                  |                                                  |                                                  |                                                  |  |  |                              |                              |                               |                               |                                  |                                  |                                  |                                  |                                  |                                  |                           |                           |                           |                           |  |  |  |  |  |  |  |  |  |  |  |  |  |  |  |  |  |  |  |  |  |  |
|                                 |                                 |                                 |                                 |                                 |                                 |  |  |                                                      |                                                      |                                                      |                                                      | (۱۱۴۷–۱۱۹۹) میناموتو نو یوریتومو(1) حکمرانی ۱۱۹۲–۱۱۹۹ | (۱۱۴۷–۱۱۹۹) میناموتو نو یوریتومو(1) حکمرانی ۱۱۹۲–۱۱۹۹ | (۱۱۴۷–۱۱۹۹) میناموتو نو یوریتومو(1) حکمرانی ۱۱۹۲–۱۱۹۹ | (۱۱۴۷–۱۱۹۹) میناموتو نو یوریتومو(1) حکمرانی ۱۱۹۲–۱۱۹۹ | (۱۱۴۷–۱۱۹۹) میناموتو نو یوریتومو(1) حکمرانی ۱۱۹۲–۱۱۹۹ | (۱۱۴۷–۱۱۹۹) میناموتو نو یوریتومو(1) حکمرانی ۱۱۹۲–۱۱۹۹ |                                                       |                                                       |                                                       |                                                       |  |  |                                                 |                                                 |                                                 |                                                 |                                                 |                                                 |                                                 |                                                 |                                                 |                                                 |                                            |                                            | (مرگ ۱۱۹۰) بومون‌هیمه                       | (مرگ ۱۱۹۰) بومون‌هیمه                       | (مرگ ۱۱۹۰) بومون‌هیمه             | (مرگ ۱۱۹۰) بومون‌هیمه             | (مرگ ۱۱۹۰) بومون‌هیمه             | (مرگ ۱۱۹۰) بومون‌هیمه             |                      |                      | (۱۱۴۷–۱۱۹۷) ایچیجو یوشییاسو | (۱۱۴۷–۱۱۹۷) ایچیجو یوشییاسو | (۱۱۴۷–۱۱۹۷) ایچیجو یوشییاسو | (۱۱۴۷–۱۱۹۷) ایچیجو یوشییاسو | (۱۱۴۷–۱۱۹۷) ایچیجو یوشییاسو                       | (۱۱۴۷–۱۱۹۷) ایچیجو یوشییاسو  |                              |                              |                                                   |                                              |                                              |                                              |                                                  |                                                  |                                                  |                                                  |                                                  |                                                  |  |  |                              |                              |                               |                               |                                  |                                  |                                  |                                  |                                  |                                  |                           |                           |                           |                           |  |  |  |  |  |  |  |  |  |  |  |  |  |  |  |  |  |  |  |  |  |  |
|                                 |                                 |                                 |                                 |                                 |                                 |  |  |                                                      |                                                      |                                                      |                                                      |                                                       |                                                       |                                                       |                                                       |                                                       |                                                       |                                                       |                                                       |                                                       |                                                       |  |  |                                                 |                                                 |                                                 |                                                 |                                                 |                                                 |                                                 |                                                 |                                                 |                                                 |                                            |                                            |                                            |                                            |                                  |                                  |                                  |                                  |                      |                      |                             |                             |                             |                             |                                                   |                              |                              |                              |                                                   |                                              |                                              |                                              |                                                  |                                                  |                                                  |                                                  |                                                  |                                                  |  |  |                              |                              |                               |                               |                                  |                                  |                                  |                                  |                                  |                                  |                           |                           |                           |                           |  |  |  |  |  |  |  |  |  |  |  |  |  |  |  |  |  |  |  |  |  |  |
|                                 |                                 |                                 |                                 |                                 |                                 |  |  |                                                      |                                                      |                                                      |                                                      |                                                       |                                                       |                                                       |                                                       |                                                       |                                                       |                                                       |                                                       |                                                       |                                                       |  |  |                                                 |                                                 |                                                 |                                                 |                                                 |                                                 |                                                 |                                                 |                                                 |                                                 |                                            |                                            |                                            |                                            |                                  |                                  |                                  |                                  |                      |                      |                             |                             |                             |                             |                                                   |                              |                              |                              |                                                   |                                              |                                              |                                              |                                                  |                                                  |                                                  |                                                  |                                                  |                                                  |  |  |                              |                              |                               |                               |                                  |                                  |                                  |                                  |                                  |                                  |                           |                           |                           |                           |  |  |  |  |  |  |  |  |  |  |  |  |  |  |  |  |  |  |  |  |  |  |
|                                 |                                 |                                 |                                 |                                 |                                 |  |  | (۱۱۸۲–۱۲۰۴) میناموتو نو یوری‌ایه(2) حکمرانی ۱۲۰۲–۱۲۰۳ | (۱۱۸۲–۱۲۰۴) میناموتو نو یوری‌ایه(2) حکمرانی ۱۲۰۲–۱۲۰۳ | (۱۱۸۲–۱۲۰۴) میناموتو نو یوری‌ایه(2) حکمرانی ۱۲۰۲–۱۲۰۳ | (۱۱۸۲–۱۲۰۴) میناموتو نو یوری‌ایه(2) حکمرانی ۱۲۰۲–۱۲۰۳ | (۱۱۸۲–۱۲۰۴) میناموتو نو یوری‌ایه(2) حکمرانی ۱۲۰۲–۱۲۰۳  | (۱۱۸۲–۱۲۰۴) میناموتو نو یوری‌ایه(2) حکمرانی ۱۲۰۲–۱۲۰۳  |                                                       |                                                       | (۱۱۹۲–۱۲۱۹) میناموتو نو سانه‌تومو(3) حکمرانی ۱۲۰۳–۱۲۱۹ | (۱۱۹۲–۱۲۱۹) میناموتو نو سانه‌تومو(3) حکمرانی ۱۲۰۳–۱۲۱۹ | (۱۱۹۲–۱۲۱۹) میناموتو نو سانه‌تومو(3) حکمرانی ۱۲۰۳–۱۲۱۹ | (۱۱۹۲–۱۲۱۹) میناموتو نو سانه‌تومو(3) حکمرانی ۱۲۰۳–۱۲۱۹ | (۱۱۹۲–۱۲۱۹) میناموتو نو سانه‌تومو(3) حکمرانی ۱۲۰۳–۱۲۱۹ | (۱۱۹۲–۱۲۱۹) میناموتو نو سانه‌تومو(3) حکمرانی ۱۲۰۳–۱۲۱۹ |  |  |                                                 |                                                 |                                                 |                                                 | (۱۱۶۹–۱۲۰۶) کوجو یوشیتسونه                      | (۱۱۶۹–۱۲۰۶) کوجو یوشیتسونه                      | (۱۱۶۹–۱۲۰۶) کوجو یوشیتسونه                      | (۱۱۶۹–۱۲۰۶) کوجو یوشیتسونه                      | (۱۱۶۹–۱۲۰۶) کوجو یوشیتسونه                      | (۱۱۶۹–۱۲۰۶) کوجو یوشیتسونه                      |                                            |                                            | (۱۱۶۷–۱۲۰۰) دختر ایچیجو یوشییاسو           | (۱۱۶۷–۱۲۰۰) دختر ایچیجو یوشییاسو           | (۱۱۶۷–۱۲۰۰) دختر ایچیجو یوشییاسو | (۱۱۶۷–۱۲۰۰) دختر ایچیجو یوشییاسو | (۱۱۶۷–۱۲۰۰) دختر ایچیجو یوشییاسو | (۱۱۶۷–۱۲۰۰) دختر ایچیجو یوشییاسو |                      |                      | (مرگ ۱۲۲۷) ایچیجو زنشی      | (مرگ ۱۲۲۷) ایچیجو زنشی      | (مرگ ۱۲۲۷) ایچیجو زنشی      | (مرگ ۱۲۲۷) ایچیجو زنشی      | (مرگ ۱۲۲۷) ایچیجو زنشی                            | (مرگ ۱۲۲۷) ایچیجو زنشی       |                              |                              | (۱۱۷۱–۱۲۴۴) سایئونجی کینتسونه                     | (۱۱۷۱–۱۲۴۴) سایئونجی کینتسونه                | (۱۱۷۱–۱۲۴۴) سایئونجی کینتسونه                | (۱۱۷۱–۱۲۴۴) سایئونجی کینتسونه                | (۱۱۷۱–۱۲۴۴) سایئونجی کینتسونه                    | (۱۱۷۱–۱۲۴۴) سایئونجی کینتسونه                    |                                                  |                                                  |                                                  |                                                  |  |  |                              |                              |                               |                               |                                  |                                  |                                  |                                  |                                  |                                  |                           |                           |                           |                           |  |  |  |  |  |  |  |  |  |  |  |  |  |  |  |  |  |  |  |  |  |  |
|                                 |                                 |                                 |                                 |                                 |                                 |  |  | (۱۱۸۲–۱۲۰۴) میناموتو نو یوری‌ایه(2) حکمرانی ۱۲۰۲–۱۲۰۳ | (۱۱۸۲–۱۲۰۴) میناموتو نو یوری‌ایه(2) حکمرانی ۱۲۰۲–۱۲۰۳ | (۱۱۸۲–۱۲۰۴) میناموتو نو یوری‌ایه(2) حکمرانی ۱۲۰۲–۱۲۰۳ | (۱۱۸۲–۱۲۰۴) میناموتو نو یوری‌ایه(2) حکمرانی ۱۲۰۲–۱۲۰۳ | (۱۱۸۲–۱۲۰۴) میناموتو نو یوری‌ایه(2) حکمرانی ۱۲۰۲–۱۲۰۳  | (۱۱۸۲–۱۲۰۴) میناموتو نو یوری‌ایه(2) حکمرانی ۱۲۰۲–۱۲۰۳  |                                                       |                                                       | (۱۱۹۲–۱۲۱۹) میناموتو نو سانه‌تومو(3) حکمرانی ۱۲۰۳–۱۲۱۹ | (۱۱۹۲–۱۲۱۹) میناموتو نو سانه‌تومو(3) حکمرانی ۱۲۰۳–۱۲۱۹ | (۱۱۹۲–۱۲۱۹) میناموتو نو سانه‌تومو(3) حکمرانی ۱۲۰۳–۱۲۱۹ | (۱۱۹۲–۱۲۱۹) میناموتو نو سانه‌تومو(3) حکمرانی ۱۲۰۳–۱۲۱۹ | (۱۱۹۲–۱۲۱۹) میناموتو نو سانه‌تومو(3) حکمرانی ۱۲۰۳–۱۲۱۹ | (۱۱۹۲–۱۲۱۹) میناموتو نو سانه‌تومو(3) حکمرانی ۱۲۰۳–۱۲۱۹ |  |  |                                                 |                                                 |                                                 |                                                 | (۱۱۶۹–۱۲۰۶) کوجو یوشیتسونه                      | (۱۱۶۹–۱۲۰۶) کوجو یوشیتسونه                      | (۱۱۶۹–۱۲۰۶) کوجو یوشیتسونه                      | (۱۱۶۹–۱۲۰۶) کوجو یوشیتسونه                      | (۱۱۶۹–۱۲۰۶) کوجو یوشیتسونه                      | (۱۱۶۹–۱۲۰۶) کوجو یوشیتسونه                      |                                            |                                            | (۱۱۶۷–۱۲۰۰) دختر ایچیجو یوشییاسو           | (۱۱۶۷–۱۲۰۰) دختر ایچیجو یوشییاسو           | (۱۱۶۷–۱۲۰۰) دختر ایچیجو یوشییاسو | (۱۱۶۷–۱۲۰۰) دختر ایچیجو یوشییاسو | (۱۱۶۷–۱۲۰۰) دختر ایچیجو یوشییاسو | (۱۱۶۷–۱۲۰۰) دختر ایچیجو یوشییاسو |                      |                      | (مرگ ۱۲۲۷) ایچیجو زنشی      | (مرگ ۱۲۲۷) ایچیجو زنشی      | (مرگ ۱۲۲۷) ایچیجو زنشی      | (مرگ ۱۲۲۷) ایچیجو زنشی      | (مرگ ۱۲۲۷) ایچیجو زنشی                            | (مرگ ۱۲۲۷) ایچیجو زنشی       |                              |                              | (۱۱۷۱–۱۲۴۴) سایئونجی کینتسونه                     | (۱۱۷۱–۱۲۴۴) سایئونجی کینتسونه                | (۱۱۷۱–۱۲۴۴) سایئونجی کینتسونه                | (۱۱۷۱–۱۲۴۴) سایئونجی کینتسونه                | (۱۱۷۱–۱۲۴۴) سایئونجی کینتسونه                    | (۱۱۷۱–۱۲۴۴) سایئونجی کینتسونه                    |                                                  |                                                  |                                                  |                                                  |  |  |                              |                              |                               |                               |                                  |                                  |                                  |                                  |                                  |                                  |                           |                           |                           |                           |  |  |  |  |  |  |  |  |  |  |  |  |  |  |  |  |  |  |  |  |  |  |
|                                 |                                 |                                 |                                 |                                 |                                 |  |  |                                                      |                                                      |                                                      |                                                      |                                                       |                                                       |                                                       |                                                       |                                                       |                                                       |                                                       |                                                       |                                                       |                                                       |  |  |                                                 |                                                 |                                                 |                                                 |                                                 |                                                 |                                                 |                                                 |                                                 |                                                 |                                            |                                            |                                            |                                            |                                  |                                  |                                  |                                  |                      |                      |                             |                             |                             |                             |                                                   |                              |                              |                              |                                                   |                                              |                                              |                                              |                                                  |                                                  |                                                  |                                                  |                                                  |                                                  |  |  |                              |                              |                               |                               |                                  |                                  |                                  |                                  |                                  |                                  |                           |                           |                           |                           |  |  |  |  |  |  |  |  |  |  |  |  |  |  |  |  |  |  |  |  |  |  |
|                                 |                                 |                                 |                                 |                                 |                                 |  |  |                                                      |                                                      |                                                      |                                                      |                                                       |                                                       |                                                       |                                                       |                                                       |                                                       |                                                       |                                                       |                                                       |                                                       |  |  |                                                 |                                                 |                                                 |                                                 |                                                 |                                                 |                                                 |                                                 |                                                 |                                                 |                                            |                                            |                                            |                                            |                                  |                                  |                                  |                                  |                      |                      |                             |                             |                             |                             |                                                   |                              |                              |                              |                                                   |                                              |                                              |                                              |                                                  |                                                  |                                                  |                                                  |                                                  |                                                  |  |  |                              |                              |                               |                               |                                  |                                  |                                  |                                  |                                  |                                  |                           |                           |                           |                           |  |  |  |  |  |  |  |  |  |  |  |  |  |  |  |  |  |  |  |  |  |  |
| (۱۱۹۸–۱۲۰۳) میناموتو نو ایچیمان | (۱۱۹۸–۱۲۰۳) میناموتو نو ایچیمان | (۱۱۹۸–۱۲۰۳) میناموتو نو ایچیمان | (۱۱۹۸–۱۲۰۳) میناموتو نو ایچیمان | (۱۱۹۸–۱۲۰۳) میناموتو نو ایچیمان | (۱۱۹۸–۱۲۰۳) میناموتو نو ایچیمان |  |  | (۱۲۰۰–۱۲۱۹) کوگیو (راهب)                             | (۱۲۰۰–۱۲۱۹) کوگیو (راهب)                             | (۱۲۰۰–۱۲۱۹) کوگیو (راهب)                             | (۱۲۰۰–۱۲۱۹) کوگیو (راهب)                             | (۱۲۰۰–۱۲۱۹) کوگیو (راهب)                              | (۱۲۰۰–۱۲۱۹) کوگیو (راهب)                              |                                                       |                                                       |                                                       |                                                       |                                                       |                                                       |                                                       |                                                       |  |  |                                                 |                                                 |                                                 |                                                 |                                                 |                                                 |                                                 |                                                 | (۱۱۹۳–۱۲۵۲) کوجو میچی‌ایه                        | (۱۱۹۳–۱۲۵۲) کوجو میچی‌ایه                        | (۱۱۹۳–۱۲۵۲) کوجو میچی‌ایه                   | (۱۱۹۳–۱۲۵۲) کوجو میچی‌ایه                   | (۱۱۹۳–۱۲۵۲) کوجو میچی‌ایه                   | (۱۱۹۳–۱۲۵۲) کوجو میچی‌ایه                   |                                  |                                  |                                  |                                  |                      |                      | (۱۱۹۲–۱۲۵۳) سایئونجی رینشی  | (۱۱۹۲–۱۲۵۳) سایئونجی رینشی  | (۱۱۹۲–۱۲۵۳) سایئونجی رینشی  | (۱۱۹۲–۱۲۵۳) سایئونجی رینشی  | (۱۱۹۲–۱۲۵۳) سایئونجی رینشی                        | (۱۱۹۲–۱۲۵۳) سایئونجی رینشی   |                              |                              |                                                   |                                              |                                              |                                              |                                                  |                                                  |                                                  |                                                  |                                                  |                                                  |  |  |                              |                              | (۱۱۹۴–۱۲۶۹) سایئونجی سانه‌اوجی | (۱۱۹۴–۱۲۶۹) سایئونجی سانه‌اوجی | (۱۱۹۴–۱۲۶۹) سایئونجی سانه‌اوجی    | (۱۱۹۴–۱۲۶۹) سایئونجی سانه‌اوجی    | (۱۱۹۴–۱۲۶۹) سایئونجی سانه‌اوجی    | (۱۱۹۴–۱۲۶۹) سایئونجی سانه‌اوجی    |                                  |                                  |                           |                           |                           |                           |  |  |  |  |  |  |  |  |  |  |  |  |  |  |  |  |  |  |  |  |  |  |
| (۱۱۹۸–۱۲۰۳) میناموتو نو ایچیمان | (۱۱۹۸–۱۲۰۳) میناموتو نو ایچیمان | (۱۱۹۸–۱۲۰۳) میناموتو نو ایچیمان | (۱۱۹۸–۱۲۰۳) میناموتو نو ایچیمان | (۱۱۹۸–۱۲۰۳) میناموتو نو ایچیمان | (۱۱۹۸–۱۲۰۳) میناموتو نو ایچیمان |  |  | (۱۲۰۰–۱۲۱۹) کوگیو (راهب)                             | (۱۲۰۰–۱۲۱۹) کوگیو (راهب)                             | (۱۲۰۰–۱۲۱۹) کوگیو (راهب)                             | (۱۲۰۰–۱۲۱۹) کوگیو (راهب)                             | (۱۲۰۰–۱۲۱۹) کوگیو (راهب)                              | (۱۲۰۰–۱۲۱۹) کوگیو (راهب)                              |                                                       |                                                       |                                                       |                                                       |                                                       |                                                       |                                                       |                                                       |  |  |                                                 |                                                 |                                                 |                                                 |                                                 |                                                 |                                                 |                                                 | (۱۱۹۳–۱۲۵۲) کوجو میچی‌ایه                        | (۱۱۹۳–۱۲۵۲) کوجو میچی‌ایه                        | (۱۱۹۳–۱۲۵۲) کوجو میچی‌ایه                   | (۱۱۹۳–۱۲۵۲) کوجو میچی‌ایه                   | (۱۱۹۳–۱۲۵۲) کوجو میچی‌ایه                   | (۱۱۹۳–۱۲۵۲) کوجو میچی‌ایه                   |                                  |                                  |                                  |                                  |                      |                      | (۱۱۹۲–۱۲۵۳) سایئونجی رینشی  | (۱۱۹۲–۱۲۵۳) سایئونجی رینشی  | (۱۱۹۲–۱۲۵۳) سایئونجی رینشی  | (۱۱۹۲–۱۲۵۳) سایئونجی رینشی  | (۱۱۹۲–۱۲۵۳) سایئونجی رینشی                        | (۱۱۹۲–۱۲۵۳) سایئونجی رینشی   |                              |                              |                                                   |                                              |                                              |                                              |                                                  |                                                  |                                                  |                                                  |                                                  |                                                  |  |  |                              |                              | (۱۱۹۴–۱۲۶۹) سایئونجی سانه‌اوجی | (۱۱۹۴–۱۲۶۹) سایئونجی سانه‌اوجی | (۱۱۹۴–۱۲۶۹) سایئونجی سانه‌اوجی    | (۱۱۹۴–۱۲۶۹) سایئونجی سانه‌اوجی    | (۱۱۹۴–۱۲۶۹) سایئونجی سانه‌اوجی    | (۱۱۹۴–۱۲۶۹) سایئونجی سانه‌اوجی    |                                  |                                  |                           |                           |                           |                           |  |  |  |  |  |  |  |  |  |  |  |  |  |  |  |  |  |  |  |  |  |  |
|                                 |                                 |                                 |                                 |                                 |                                 |  |  |                                                      |                                                      |                                                      |                                                      |                                                       |                                                       |                                                       |                                                       |                                                       |                                                       |                                                       |                                                       |                                                       |                                                       |  |  |                                                 |                                                 |                                                 |                                                 |                                                 |                                                 |                                                 |                                                 |                                                 |                                                 |                                            |                                            |                                            |                                            |                                  |                                  |                                  |                                  |                      |                      |                             |                             |                             |                             |                                                   |                              |                              |                              |                                                   |                                              |                                              |                                              |                                                  |                                                  |                                                  |                                                  |                                                  |                                                  |  |  |                              |                              |                               |                               |                                  |                                  |                                  |                                  |                                  |                                  |                           |                           |                           |                           |  |  |  |  |  |  |  |  |  |  |  |  |  |  |  |  |  |  |  |  |  |  |
|                                 |                                 |                                 |                                 |                                 |                                 |  |  |                                                      |                                                      |                                                      |                                                      |                                                       |                                                       |                                                       |                                                       |                                                       |                                                       |                                                       |                                                       |                                                       |                                                       |  |  |                                                 |                                                 |                                                 |                                                 |                                                 |                                                 |                                                 |                                                 |                                                 |                                                 |                                            |                                            |                                            |                                            |                                  |                                  |                                  |                                  |                      |                      |                             |                             |                             |                             |                                                   |                              |                              |                              |                                                   |                                              |                                              |                                              |                                                  |                                                  |                                                  |                                                  |                                                  |                                                  |  |  |                              |                              |                               |                               |                                  |                                  |                                  |                                  |                                  |                                  |                           |                           |                           |                           |  |  |  |  |  |  |  |  |  |  |  |  |  |  |  |  |  |  |  |  |  |  |
|                                 |                                 |                                 |                                 |                                 |                                 |  |  |                                                      |                                                      |                                                      |                                                      |                                                       |                                                       |                                                       |                                                       | (۱۲۰۲–۱۲۳۴) میناموتو نو یوشیکو                        | (۱۲۰۲–۱۲۳۴) میناموتو نو یوشیکو                        | (۱۲۰۲–۱۲۳۴) میناموتو نو یوشیکو                        | (۱۲۰۲–۱۲۳۴) میناموتو نو یوشیکو                        | (۱۲۰۲–۱۲۳۴) میناموتو نو یوشیکو                        | (۱۲۰۲–۱۲۳۴) میناموتو نو یوشیکو                        |  |  | (۱۲۱۸–۱۲۵۶) کوجو یوریتسونه(4) حکمرانی ۱۲۲۶–۱۲۴۴ | (۱۲۱۸–۱۲۵۶) کوجو یوریتسونه(4) حکمرانی ۱۲۲۶–۱۲۴۴ | (۱۲۱۸–۱۲۵۶) کوجو یوریتسونه(4) حکمرانی ۱۲۲۶–۱۲۴۴ | (۱۲۱۸–۱۲۵۶) کوجو یوریتسونه(4) حکمرانی ۱۲۲۶–۱۲۴۴ | (۱۲۱۸–۱۲۵۶) کوجو یوریتسونه(4) حکمرانی ۱۲۲۶–۱۲۴۴ | (۱۲۱۸–۱۲۵۶) کوجو یوریتسونه(4) حکمرانی ۱۲۲۶–۱۲۴۴ |                                                 |                                                 | اومیا نو تسوبونه دختر فوجیوارا نو چیکایوشی      | اومیا نو تسوبونه دختر فوجیوارا نو چیکایوشی      | اومیا نو تسوبونه دختر فوجیوارا نو چیکایوشی | اومیا نو تسوبونه دختر فوجیوارا نو چیکایوشی | اومیا نو تسوبونه دختر فوجیوارا نو چیکایوشی | اومیا نو تسوبونه دختر فوجیوارا نو چیکایوشی |                                  |                                  | (b. 1211) کوجو جینشی             | (b. 1211) کوجو جینشی             | (b. 1211) کوجو جینشی | (b. 1211) کوجو جینشی | (b. 1211) کوجو جینشی        | (b. 1211) کوجو جینشی        |                             |                             | (۱۲۱۰–۱۲۵۹) کونوئه کانه‌تسونه                      | (۱۲۱۰–۱۲۵۹) کونوئه کانه‌تسونه | (۱۲۱۰–۱۲۵۹) کونوئه کانه‌تسونه | (۱۲۱۰–۱۲۵۹) کونوئه کانه‌تسونه | (۱۲۱۰–۱۲۵۹) کونوئه کانه‌تسونه                      | (۱۲۱۰–۱۲۵۹) کونوئه کانه‌تسونه                 |                                              |                                              | (مرگ ۱۳۰۸) تایرا نو مونه‌کو                       | (مرگ ۱۳۰۸) تایرا نو مونه‌کو                       | (مرگ ۱۳۰۸) تایرا نو مونه‌کو                       | (مرگ ۱۳۰۸) تایرا نو مونه‌کو                       | (مرگ ۱۳۰۸) تایرا نو مونه‌کو                       | (مرگ ۱۳۰۸) تایرا نو مونه‌کو                       |  |  | (۱۲۲۰–۱۲۷۲) امپراتور گو-ساگا | (۱۲۲۰–۱۲۷۲) امپراتور گو-ساگا | (۱۲۲۰–۱۲۷۲) امپراتور گو-ساگا  | (۱۲۲۰–۱۲۷۲) امپراتور گو-ساگا  | (۱۲۲۰–۱۲۷۲) امپراتور گو-ساگا     | (۱۲۲۰–۱۲۷۲) امپراتور گو-ساگا     |                                  |                                  | (۱۲۲۵–۱۲۹۲) سایئونجی کیشی        | (۱۲۲۵–۱۲۹۲) سایئونجی کیشی        | (۱۲۲۵–۱۲۹۲) سایئونجی کیشی | (۱۲۲۵–۱۲۹۲) سایئونجی کیشی | (۱۲۲۵–۱۲۹۲) سایئونجی کیشی | (۱۲۲۵–۱۲۹۲) سایئونجی کیشی |  |  |  |  |  |  |  |  |  |  |  |  |  |  |  |  |  |  |  |  |  |  |
|                                 |                                 |                                 |                                 |                                 |                                 |  |  |                                                      |                                                      |                                                      |                                                      |                                                       |                                                       |                                                       |                                                       | (۱۲۰۲–۱۲۳۴) میناموتو نو یوشیکو                        | (۱۲۰۲–۱۲۳۴) میناموتو نو یوشیکو                        | (۱۲۰۲–۱۲۳۴) میناموتو نو یوشیکو                        | (۱۲۰۲–۱۲۳۴) میناموتو نو یوشیکو                        | (۱۲۰۲–۱۲۳۴) میناموتو نو یوشیکو                        | (۱۲۰۲–۱۲۳۴) میناموتو نو یوشیکو                        |  |  | (۱۲۱۸–۱۲۵۶) کوجو یوریتسونه(4) حکمرانی ۱۲۲۶–۱۲۴۴ | (۱۲۱۸–۱۲۵۶) کوجو یوریتسونه(4) حکمرانی ۱۲۲۶–۱۲۴۴ | (۱۲۱۸–۱۲۵۶) کوجو یوریتسونه(4) حکمرانی ۱۲۲۶–۱۲۴۴ | (۱۲۱۸–۱۲۵۶) کوجو یوریتسونه(4) حکمرانی ۱۲۲۶–۱۲۴۴ | (۱۲۱۸–۱۲۵۶) کوجو یوریتسونه(4) حکمرانی ۱۲۲۶–۱۲۴۴ | (۱۲۱۸–۱۲۵۶) کوجو یوریتسونه(4) حکمرانی ۱۲۲۶–۱۲۴۴ |                                                 |                                                 | اومیا نو تسوبونه دختر فوجیوارا نو چیکایوشی      | اومیا نو تسوبونه دختر فوجیوارا نو چیکایوشی      | اومیا نو تسوبونه دختر فوجیوارا نو چیکایوشی | اومیا نو تسوبونه دختر فوجیوارا نو چیکایوشی | اومیا نو تسوبونه دختر فوجیوارا نو چیکایوشی | اومیا نو تسوبونه دختر فوجیوارا نو چیکایوشی |                                  |                                  | (b. 1211) کوجو جینشی             | (b. 1211) کوجو جینشی             | (b. 1211) کوجو جینشی | (b. 1211) کوجو جینشی | (b. 1211) کوجو جینشی        | (b. 1211) کوجو جینشی        |                             |                             | (۱۲۱۰–۱۲۵۹) کونوئه کانه‌تسونه                      | (۱۲۱۰–۱۲۵۹) کونوئه کانه‌تسونه | (۱۲۱۰–۱۲۵۹) کونوئه کانه‌تسونه | (۱۲۱۰–۱۲۵۹) کونوئه کانه‌تسونه | (۱۲۱۰–۱۲۵۹) کونوئه کانه‌تسونه                      | (۱۲۱۰–۱۲۵۹) کونوئه کانه‌تسونه                 |                                              |                                              | (مرگ ۱۳۰۸) تایرا نو مونه‌کو                       | (مرگ ۱۳۰۸) تایرا نو مونه‌کو                       | (مرگ ۱۳۰۸) تایرا نو مونه‌کو                       | (مرگ ۱۳۰۸) تایرا نو مونه‌کو                       | (مرگ ۱۳۰۸) تایرا نو مونه‌کو                       | (مرگ ۱۳۰۸) تایرا نو مونه‌کو                       |  |  | (۱۲۲۰–۱۲۷۲) امپراتور گو-ساگا | (۱۲۲۰–۱۲۷۲) امپراتور گو-ساگا | (۱۲۲۰–۱۲۷۲) امپراتور گو-ساگا  | (۱۲۲۰–۱۲۷۲) امپراتور گو-ساگا  | (۱۲۲۰–۱۲۷۲) امپراتور گو-ساگا     | (۱۲۲۰–۱۲۷۲) امپراتور گو-ساگا     |                                  |                                  | (۱۲۲۵–۱۲۹۲) سایئونجی کیشی        | (۱۲۲۵–۱۲۹۲) سایئونجی کیشی        | (۱۲۲۵–۱۲۹۲) سایئونجی کیشی | (۱۲۲۵–۱۲۹۲) سایئونجی کیشی | (۱۲۲۵–۱۲۹۲) سایئونجی کیشی | (۱۲۲۵–۱۲۹۲) سایئونجی کیشی |  |  |  |  |  |  |  |  |  |  |  |  |  |  |  |  |  |  |  |  |  |  |
|                                 |                                 |                                 |                                 |                                 |                                 |  |  |                                                      |                                                      |                                                      |                                                      |                                                       |                                                       |                                                       |                                                       |                                                       |                                                       |                                                       |                                                       |                                                       |                                                       |  |  |                                                 |                                                 |                                                 |                                                 |                                                 |                                                 |                                                 |                                                 |                                                 |                                                 |                                            |                                            |                                            |                                            |                                  |                                  |                                  |                                  |                      |                      |                             |                             |                             |                             |                                                   |                              |                              |                              |                                                   |                                              |                                              |                                              |                                                  |                                                  |                                                  |                                                  |                                                  |                                                  |  |  |                              |                              |                               |                               |                                  |                                  |                                  |                                  |                                  |                                  |                           |                           |                           |                           |  |  |  |  |  |  |  |  |  |  |  |  |  |  |  |  |  |  |  |  |  |  |
|                                 |                                 |                                 |                                 |                                 |                                 |  |  |                                                      |                                                      |                                                      |                                                      |                                                       |                                                       |                                                       |                                                       |                                                       |                                                       |                                                       |                                                       |                                                       |                                                       |  |  |                                                 |                                                 |                                                 |                                                 |                                                 |                                                 |                                                 |                                                 |                                                 |                                                 |                                            |                                            |                                            |                                            |                                  |                                  |                                  |                                  |                      |                      |                             |                             |                             |                             |                                                   |                              |                              |                              |                                                   |                                              |                                              |                                              |                                                  |                                                  |                                                  |                                                  |                                                  |                                                  |  |  |                              |                              |                               |                               |                                  |                                  |                                  |                                  |                                  |                                  |                           |                           |                           |                           |  |  |  |  |  |  |  |  |  |  |  |  |  |  |  |  |  |  |  |  |  |  |
|                                 |                                 |                                 |                                 |                                 |                                 |  |  |                                                      |                                                      |                                                      |                                                      |                                                       |                                                       |                                                       |                                                       |                                                       |                                                       |                                                       |                                                       |                                                       |                                                       |  |  |                                                 |                                                 |                                                 |                                                 | (۱۲۳۹–۱۲۵۶) کوجو یوریتسوگو(5) حکمرانی ۱۲۴۴–۱۲۵۲ | (۱۲۳۹–۱۲۵۶) کوجو یوریتسوگو(5) حکمرانی ۱۲۴۴–۱۲۵۲ | (۱۲۳۹–۱۲۵۶) کوجو یوریتسوگو(5) حکمرانی ۱۲۴۴–۱۲۵۲ | (۱۲۳۹–۱۲۵۶) کوجو یوریتسوگو(5) حکمرانی ۱۲۴۴–۱۲۵۲ | (۱۲۳۹–۱۲۵۶) کوجو یوریتسوگو(5) حکمرانی ۱۲۴۴–۱۲۵۲ | (۱۲۳۹–۱۲۵۶) کوجو یوریتسوگو(5) حکمرانی ۱۲۴۴–۱۲۵۲ |                                            |                                            |                                            |                                            |                                  |                                  |                                  |                                  |                      |                      | (b. 1241) کونوئه سایشی      | (b. 1241) کونوئه سایشی      | (b. 1241) کونوئه سایشی      | (b. 1241) کونوئه سایشی      | (b. 1241) کونوئه سایشی                            | (b. 1241) کونوئه سایشی       |                              |                              | (۱۲۴۲–۱۲۷۴) شاهزاده مونه‌تاکا(6) r. 1۲۵۲–۱۲۶۶      | (۱۲۴۲–۱۲۷۴) شاهزاده مونه‌تاکا(6) r. 1۲۵۲–۱۲۶۶ | (۱۲۴۲–۱۲۷۴) شاهزاده مونه‌تاکا(6) r. 1۲۵۲–۱۲۶۶ | (۱۲۴۲–۱۲۷۴) شاهزاده مونه‌تاکا(6) r. 1۲۵۲–۱۲۶۶ | (۱۲۴۲–۱۲۷۴) شاهزاده مونه‌تاکا(6) r. 1۲۵۲–۱۲۶۶     | (۱۲۴۲–۱۲۷۴) شاهزاده مونه‌تاکا(6) r. 1۲۵۲–۱۲۶۶     |                                                  |                                                  |                                                  |                                                  |  |  |                              |                              |                               |                               | (۱۲۴۳–۱۳۰۴) امپراتور گو-فوکاکوسا | (۱۲۴۳–۱۳۰۴) امپراتور گو-فوکاکوسا | (۱۲۴۳–۱۳۰۴) امپراتور گو-فوکاکوسا | (۱۲۴۳–۱۳۰۴) امپراتور گو-فوکاکوسا | (۱۲۴۳–۱۳۰۴) امپراتور گو-فوکاکوسا | (۱۲۴۳–۱۳۰۴) امپراتور گو-فوکاکوسا |                           |                           |                           |                           |  |  |  |  |  |  |  |  |  |  |  |  |  |  |  |  |  |  |  |  |  |  |
|                                 |                                 |                                 |                                 |                                 |                                 |  |  |                                                      |                                                      |                                                      |                                                      |                                                       |                                                       |                                                       |                                                       |                                                       |                                                       |                                                       |                                                       |                                                       |                                                       |  |  |                                                 |                                                 |                                                 |                                                 | (۱۲۳۹–۱۲۵۶) کوجو یوریتسوگو(5) حکمرانی ۱۲۴۴–۱۲۵۲ | (۱۲۳۹–۱۲۵۶) کوجو یوریتسوگو(5) حکمرانی ۱۲۴۴–۱۲۵۲ | (۱۲۳۹–۱۲۵۶) کوجو یوریتسوگو(5) حکمرانی ۱۲۴۴–۱۲۵۲ | (۱۲۳۹–۱۲۵۶) کوجو یوریتسوگو(5) حکمرانی ۱۲۴۴–۱۲۵۲ | (۱۲۳۹–۱۲۵۶) کوجو یوریتسوگو(5) حکمرانی ۱۲۴۴–۱۲۵۲ | (۱۲۳۹–۱۲۵۶) کوجو یوریتسوگو(5) حکمرانی ۱۲۴۴–۱۲۵۲ |                                            |                                            |                                            |                                            |                                  |                                  |                                  |                                  |                      |                      | (b. 1241) کونوئه سایشی      | (b. 1241) کونوئه سایشی      | (b. 1241) کونوئه سایشی      | (b. 1241) کونوئه سایشی      | (b. 1241) کونوئه سایشی                            | (b. 1241) کونوئه سایشی       |                              |                              | (۱۲۴۲–۱۲۷۴) شاهزاده مونه‌تاکا(6) r. 1۲۵۲–۱۲۶۶      | (۱۲۴۲–۱۲۷۴) شاهزاده مونه‌تاکا(6) r. 1۲۵۲–۱۲۶۶ | (۱۲۴۲–۱۲۷۴) شاهزاده مونه‌تاکا(6) r. 1۲۵۲–۱۲۶۶ | (۱۲۴۲–۱۲۷۴) شاهزاده مونه‌تاکا(6) r. 1۲۵۲–۱۲۶۶ | (۱۲۴۲–۱۲۷۴) شاهزاده مونه‌تاکا(6) r. 1۲۵۲–۱۲۶۶     | (۱۲۴۲–۱۲۷۴) شاهزاده مونه‌تاکا(6) r. 1۲۵۲–۱۲۶۶     |                                                  |                                                  |                                                  |                                                  |  |  |                              |                              |                               |                               | (۱۲۴۳–۱۳۰۴) امپراتور گو-فوکاکوسا | (۱۲۴۳–۱۳۰۴) امپراتور گو-فوکاکوسا | (۱۲۴۳–۱۳۰۴) امپراتور گو-فوکاکوسا | (۱۲۴۳–۱۳۰۴) امپراتور گو-فوکاکوسا | (۱۲۴۳–۱۳۰۴) امپراتور گو-فوکاکوسا | (۱۲۴۳–۱۳۰۴) امپراتور گو-فوکاکوسا |                           |                           |                           |                           |  |  |  |  |  |  |  |  |  |  |  |  |  |  |  |  |  |  |  |  |  |  |
|                                 |                                 |                                 |                                 |                                 |                                 |  |  |                                                      |                                                      |                                                      |                                                      |                                                       |                                                       |                                                       |                                                       |                                                       |                                                       |                                                       |                                                       |                                                       |                                                       |  |  |                                                 |                                                 |                                                 |                                                 |                                                 |                                                 |                                                 |                                                 |                                                 |                                                 |                                            |                                            |                                            |                                            |                                  |                                  |                                  |                                  |                      |                      |                             |                             |                             |                             |                                                   |                              |                              |                              |                                                   |                                              |                                              |                                              |                                                  |                                                  |                                                  |                                                  |                                                  |                                                  |  |  |                              |                              |                               |                               |                                  |                                  |                                  |                                  |                                  |                                  |                           |                           |                           |                           |  |  |  |  |  |  |  |  |  |  |  |  |  |  |  |  |  |  |  |  |  |  |
|                                 |                                 |                                 |                                 |                                 |                                 |  |  |                                                      |                                                      |                                                      |                                                      |                                                       |                                                       |                                                       |                                                       |                                                       |                                                       |                                                       |                                                       |                                                       |                                                       |  |  |                                                 |                                                 |                                                 |                                                 |                                                 |                                                 |                                                 |                                                 |                                                 |                                                 |                                            |                                            |                                            |                                            |                                  |                                  |                                  |                                  |                      |                      |                             |                             |                             |                             |                                                   |                              |                              |                              |                                                   |                                              |                                              |                                              |                                                  |                                                  |                                                  |                                                  |                                                  |                                                  |  |  |                              |                              |                               |                               |                                  |                                  |                                  |                                  |                                  |                                  |                           |                           |                           |                           |  |  |  |  |  |  |  |  |  |  |  |  |  |  |  |  |  |  |  |  |  |  |
|                                 |                                 |                                 |                                 |                                 |                                 |  |  |                                                      |                                                      |                                                      |                                                      |                                                       |                                                       |                                                       |                                                       |                                                       |                                                       |                                                       |                                                       |                                                       |                                                       |  |  |                                                 |                                                 |                                                 |                                                 |                                                 |                                                 |                                                 |                                                 |                                                 |                                                 |                                            |                                            |                                            |                                            |                                  |                                  |                                  |                                  |                      |                      |                             |                             |                             |                             | (۱۲۶۴–۱۳۲۶) شاهزاده کوره‌یاسو(7) حکمرانی ۱۲۶۶–۱۲۸۹ |                              |                              |                              |                                                   |                                              |                                              |                                              |                                                  |                                                  |                                                  |                                                  |                                                  |                                                  |  |  |                              |                              |                               |                               |                                  |                                  |                                  |                                  |                                  |                                  |                           |                           |                           |                           |  |  |  |  |  |  |  |  |  |  |  |  |  |  |  |  |  |  |  |  |  |  |
|                                 |                                 |                                 |                                 |                                 |                                 |  |  |                                                      |                                                      |                                                      |                                                      |                                                       |                                                       |                                                       |                                                       |                                                       |                                                       |                                                       |                                                       |                                                       |                                                       |  |  |                                                 |                                                 |                                                 |                                                 |                                                 |                                                 |                                                 |                                                 |                                                 |                                                 |                                            |                                            |                                            |                                            |                                  |                                  |                                  |                                  |                      |                      |                             |                             |                             |                             |                                                   |                              |                              |                              |                                                   |                                              |                                              |                                              |                                                  |                                                  |                                                  |                                                  |                                                  |                                                  |  |  |                              |                              |                               |                               |                                  |                                  |                                  |                                  |                                  |                                  |                           |                           |                           |                           |  |  |  |  |  |  |  |  |  |  |  |  |  |  |  |  |  |  |  |  |  |  |
|                                 |                                 |                                 |                                 |                                 |                                 |  |  |                                                      |                                                      |                                                      |                                                      |                                                       |                                                       |                                                       |                                                       |                                                       |                                                       |                                                       |                                                       |                                                       |                                                       |  |  |                                                 |                                                 |                                                 |                                                 |                                                 |                                                 |                                                 |                                                 |                                                 |                                                 |                                            |                                            |                                            |                                            |                                  |                                  |                                  |                                  |                      |                      |                             |                             |                             |                             | دختر شاهزاده کوره‌یاسو                             | دختر شاهزاده کوره‌یاسو        | دختر شاهزاده کوره‌یاسو        | دختر شاهزاده کوره‌یاسو        | دختر شاهزاده کوره‌یاسو                             | دختر شاهزاده کوره‌یاسو                        |                                              |                                              | (۱۲۷۶–۱۳۲۸) شاهزاده هیساآکی(8) حکمرانی ۱۲۸۹–۱۳۰۸ | (۱۲۷۶–۱۳۲۸) شاهزاده هیساآکی(8) حکمرانی ۱۲۸۹–۱۳۰۸ | (۱۲۷۶–۱۳۲۸) شاهزاده هیساآکی(8) حکمرانی ۱۲۸۹–۱۳۰۸ | (۱۲۷۶–۱۳۲۸) شاهزاده هیساآکی(8) حکمرانی ۱۲۸۹–۱۳۰۸ | (۱۲۷۶–۱۳۲۸) شاهزاده هیساآکی(8) حکمرانی ۱۲۸۹–۱۳۰۸ | (۱۲۷۶–۱۳۲۸) شاهزاده هیساآکی(8) حکمرانی ۱۲۸۹–۱۳۰۸ |  |  |                              |                              |                               |                               |                                  |                                  |                                  |                                  |                                  |                                  |                           |                           |                           |                           |  |  |  |  |  |  |  |  |  |  |  |  |  |  |  |  |  |  |  |  |  |  |
|                                 |                                 |                                 |                                 |                                 |                                 |  |  |                                                      |                                                      |                                                      |                                                      |                                                       |                                                       |                                                       |                                                       |                                                       |                                                       |                                                       |                                                       |                                                       |                                                       |  |  |                                                 |                                                 |                                                 |                                                 |                                                 |                                                 |                                                 |                                                 |                                                 |                                                 |                                            |                                            |                                            |                                            |                                  |                                  |                                  |                                  |                      |                      |                             |                             |                             |                             | دختر شاهزاده کوره‌یاسو                             | دختر شاهزاده کوره‌یاسو        | دختر شاهزاده کوره‌یاسو        | دختر شاهزاده کوره‌یاسو        | دختر شاهزاده کوره‌یاسو                             | دختر شاهزاده کوره‌یاسو                        |                                              |                                              | (۱۲۷۶–۱۳۲۸) شاهزاده هیساآکی(8) حکمرانی ۱۲۸۹–۱۳۰۸ | (۱۲۷۶–۱۳۲۸) شاهزاده هیساآکی(8) حکمرانی ۱۲۸۹–۱۳۰۸ | (۱۲۷۶–۱۳۲۸) شاهزاده هیساآکی(8) حکمرانی ۱۲۸۹–۱۳۰۸ | (۱۲۷۶–۱۳۲۸) شاهزاده هیساآکی(8) حکمرانی ۱۲۸۹–۱۳۰۸ | (۱۲۷۶–۱۳۲۸) شاهزاده هیساآکی(8) حکمرانی ۱۲۸۹–۱۳۰۸ | (۱۲۷۶–۱۳۲۸) شاهزاده هیساآکی(8) حکمرانی ۱۲۸۹–۱۳۰۸ |  |  |                              |                              |                               |                               |                                  |                                  |                                  |                                  |                                  |                                  |                           |                           |                           |                           |  |  |  |  |  |  |  |  |  |  |  |  |  |  |  |  |  |  |  |  |  |  |
|                                 |                                 |                                 |                                 |                                 |                                 |  |  |                                                      |                                                      |                                                      |                                                      |                                                       |                                                       |                                                       |                                                       |                                                       |                                                       |                                                       |                                                       |                                                       |                                                       |  |  |                                                 |                                                 |                                                 |                                                 |                                                 |                                                 |                                                 |                                                 |                                                 |                                                 |                                            |                                            |                                            |                                            |                                  |                                  |                                  |                                  |                      |                      |                             |                             |                             |                             |                                                   |                              |                              |                              |                                                   |                                              |                                              |                                              |                                                  |                                                  |                                                  |                                                  |                                                  |                                                  |  |  |                              |                              |                               |                               |                                  |                                  |                                  |                                  |                                  |                                  |                           |                           |                           |                           |  |  |  |  |  |  |  |  |  |  |  |  |  |  |  |  |  |  |  |  |  |  |
|                                 |                                 |                                 |                                 |                                 |                                 |  |  |                                                      |                                                      |                                                      |                                                      |                                                       |                                                       |                                                       |                                                       |                                                       |                                                       |                                                       |                                                       |                                                       |                                                       |  |  |                                                 |                                                 |                                                 |                                                 |                                                 |                                                 |                                                 |                                                 |                                                 |                                                 |                                            |                                            |                                            |                                            |                                  |                                  |                                  |                                  |                      |                      |                             |                             |                             |                             |                                                   |                              |                              |                              | (۱۳۰۱–۱۳۳۳) شاهزاده موریکونی(9) حکمرانی ۱۳۰۸–۱۳۳۳ |                                              |                                              |                                              |                                                  |                                                  |                                                  |                                                  |                                                  |                                                  |  |  |                              |                              |                               |                               |                                  |                                  |                                  |                                  |                                  |                                  |                           |                           |                           |                           |  |  |  |  |  |  |  |  |  |  |  |  |  |  |  |  |  |  |  |  |  |  |

### گاهشماری
- ۱۱۸۰ (سال چهارم جیشو) - یوریتومو ارتشی را در ولایت ایزو، جایی که تبعید شده بود، تشکیل داد تا خاندان تایرا را نابود کند. (ایجاد رابطه ارباب و ملازمی بین یوریتومو و سامورایی‌های محلی)
  - در همان سال، یوریتومو وارد کاماکورا شد و در عمارت اوکورا گوشو اقامت گزید. (تأسیس پایگاهی در کاماکورا)
  - در همان سال یوریتومو سامورایی-دوکورو (تأسیس سازمان کنترل سامورایی‌ها) تأسیس کرد.
- ۱۱۸۳ (سال دوم جوئی) - دربار امپراتوری دریافت خراج سالانه از اربابان در استان‌های شرقی را به یوریتومو واگذار می‌کند (صدور اعلامیه جوئی: دربار امپراتوری به‌طور غیر مستقیم حق کنترل زمین را به رسمیت می‌شناسد).
- ۱۱۸۴ (سال سوم جوئی) - یوریتومو کومونجو  (که بعداً به ماندوکورو تغییر نام داد) و مونچو-جو (تأسیس نهادهای اداری و قضایی) را تأسیس کرد.
- ۱۱۸۵ (سال اول بونجی) - خاندان تایرا سقوط می‌کند (ناپدید شدن نیروهای رقیب سامورایی).
- در همان سال، یوریتومو توسط دربار امپراتوری تأیید شد تا شوگو و جیتو را تأسیس کند (منشور امپراتوری بونجی: ارتش، نیروی انتظامی و حقوق کنترل زمین به‌طور رسمی به رسمیت شناخته شده است).
- ۱۱۸۹ (سال پنجم بونجی) - یوریتومو میناموتو نو یوشیتسونه و خاندان اوشو فوجیوارا را که او را مخفی کرده بودند نابود کرد (سامورایی‌ها را از سراسر کشور بسیج کرد و نیروهای سامورایی را که می‌توانستند رقابت کنند را حذف کرد).
- ۱۱۹۰ (سال اول کنکیو) - یوریتومو به عنوان فرمانده ارشد کونوئه (بالاترین درجه افسر نظامی در سیستم ریتسوریو) منصوب شد و فرمان‌هایی شامل ۱۷ ماده در مورد حفظ نظم عمومی (سه ماده جنایی اصلی: ارتش، نیروی انتظامی و کنترل زمین) ایجاد کرد).
- ۱۱۹۲ (سال سوم کنکیو) - یوریتومو به عنوان سی تایشوگون منصوب شد.
- ۱۲۲۱ (سال سوم جوکیو) - ارتش به رهبری خاندان هوجو در جنگ جوکیو طرف امپراتور بازنشسته امپراتور گو-توبا را شکست داد (به دست گرفتن کنترل کل کشور، به ویژه استان‌های غربی را کامل کرد و دربار امپراتوری را تحت کنترل گرفت).